# Reino Unido
O Reino Unido (em inglês: United Kingdom, UK), oficialmente Reino Unido da Grã-Bretanha e Irlanda do Norte (em inglês: United Kingdom of Great Britain and Northern Ireland), é um país insular localizado em frente à costa noroeste do continente europeu. O atual Reino Unido foi formado após o surgimento do Estado Livre Irlandês em 1922, que conquistou independência da coroa britânica. O Estado soberano localiza-se na ilha da Grã-Bretanha, e na parte nordeste da ilha da Irlanda, além de muitas outras ilhas menores. A Irlanda do Norte é a única parte do Reino Unido com uma fronteira terrestre, no caso, com a República da Irlanda. Fora essa fronteira terrestre, o país é cercado pelo oceano Atlântico, o mar do Norte, o canal da Mancha e o mar da Irlanda. A maior ilha, a Grã-Bretanha, é conectada com a França pelo Eurotúnel.
O Reino Unido é uma união política de quatro "países constituintes": Escócia, Inglaterra, Irlanda do Norte e País de Gales. O governo é regido por um sistema parlamentar, cuja sede está localizada na cidade de Londres, a capital, e por uma monarquia constitucional que tem o rei Carlos III como chefe de Estado. As dependências da Coroa das Ilhas do Canal (ou Ilhas Anglo-Normandas) e a Ilha de Man (formalmente possessões da Coroa), não fazem parte do Reino Unido, mas formam uma confederação com ele.
O país tem quatorze territórios ultramarinos, todos remanescentes do Império Britânico, que no seu auge possuía quase um quarto da superfície da Terra, fazendo desse o maior império da história. Como resultado da era imperial, a influência britânica no mundo pode ser vista no idioma, na cultura e nos sistemas judiciários de muitas de suas antigas colônias, como o Canadá, a Austrália, a Índia e os Estados Unidos. O rei Carlos III permanece como o chefe da Comunidade das Nações (Commonwealth) e chefe de Estado de cada uma das monarquias na Commonwealth.
O Reino Unido é um país desenvolvido, com a quinta (PIB nominal) ou sétima (PPC) maior economia do mundo. Foi o primeiro país industrializado do mundo e a principal potência mundial durante o século XIX e o começo do século XX, mas o custo econômico de duas guerras mundiais e o declínio de seu império na segunda metade do século XX reduziu o seu papel de líder nos temas mundiais. O Reino Unido, no entanto, permaneceu sendo uma potência importante com forte influência econômica, cultural, militar e política, sendo uma potência nuclear, com o terceiro ou quarto (dependendo do método de cálculo) maior gasto militar do mundo. Tem um assento permanente no Conselho de Segurança das Nações Unidas e é membro do G7, da Organização do Tratado do Atlântico Norte (OTAN), da Organização Mundial do Comércio (OMC) e da Comunidade das Nações. Foi um membro da União Europeia até 31 de janeiro de 2020.

## Etimologia e terminologia
O Tratado de União de 1707 declarou que os reinos de Inglaterra e Escócia estavam "unidos em um reino sob o nome de Grã-Bretanha", embora o novo Estado também seja referido no tratado Reino Unido da Grã-Bretanha e Reino Unido. O termo "Reino Unido" era usado de forma informal durante o século XVIII e o país era ocasionalmente referido como "Reino Unido da Grã-Bretanha". O Ato de União de 1800 uniu o Reino da Grã-Bretanha e o Reino da Irlanda em 1801 e criou o Reino Unido da Grã-Bretanha e Irlanda. O nome Reino Unido da Grã-Bretanha e da Irlanda do Norte foi adotado pelo Ato de 1927 e refletia a independência do Estado Livre da Irlanda e a Partição da Irlanda em 1922, que deixou a Irlanda do Norte como a única parte da ilha da Irlanda sob domínio do Reino Unido.
Embora o Reino Unido, como um Estado soberano, seja um país, Inglaterra, Escócia, País de Gales e (mais controversa) a Irlanda do Norte também são consideradas "países", embora não sejam Estados soberanos. A Escócia, o País de Gales e a Irlanda do Norte possuem um governo próprio, embora limitado pelo Parlamento Britânico. O site britânico do primeiro-ministro usou a frase "países dentro de um país" para descrever o Reino Unido. No que diz respeito à Irlanda do Norte, o uso do nome descritivo "pode ser controverso, sendo a escolha muitas vezes reveladora de preferências políticas". Entre os termos utilizados para a Irlanda do Norte estão "região" e "província".
O termo Grã-Bretanha é muitas vezes usado como sinônimo para o Reino Unido. No entanto, este refere-se a região geográfica da ilha da Grã-Bretanha ou, politicamente, a combinação de Inglaterra, Escócia e País de Gales. Às vezes o termo também é usado como sinônimo para o Reino Unido como um todo. GB e GBR são os códigos padrão para o Reino Unido (ver ISO 3166-2 e ISO 3166-1 alfa-3) e são, consequentemente, utilizados por organizações internacionais para se referir ao país. Além disso, a equipe olímpica do Reino Unido disputa os jogos com o nome de "Grã-Bretanha" ou "Time GB".
O adjetivo britânico é comumente usado para se referir a questões relacionadas com o Reino Unido. O termo não tem conotação jurídica definida, porém, ele é usado em leis para se referir à cidadania e nacionalidade do Reino Unido. O povo britânico usa diversos termos diferentes para descrever a sua identidade nacional e podem se identificar como sendo próprios britânicos; ou como sendo ingleses, escoceses, galeses, norte-irlandeses, irlandeses ou ambos.

## História

### Pré-história, Antiguidade e Idade Média

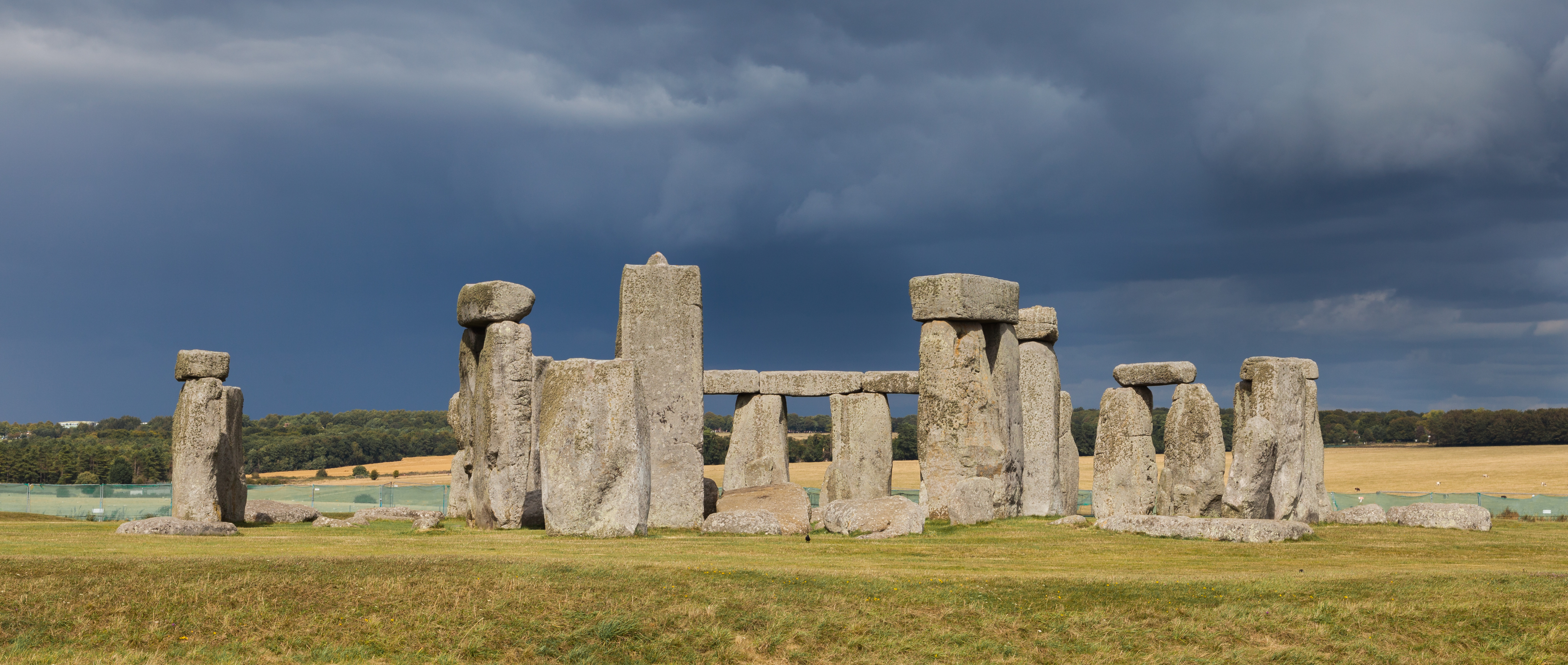
Stonehenge em Wiltshire, construído

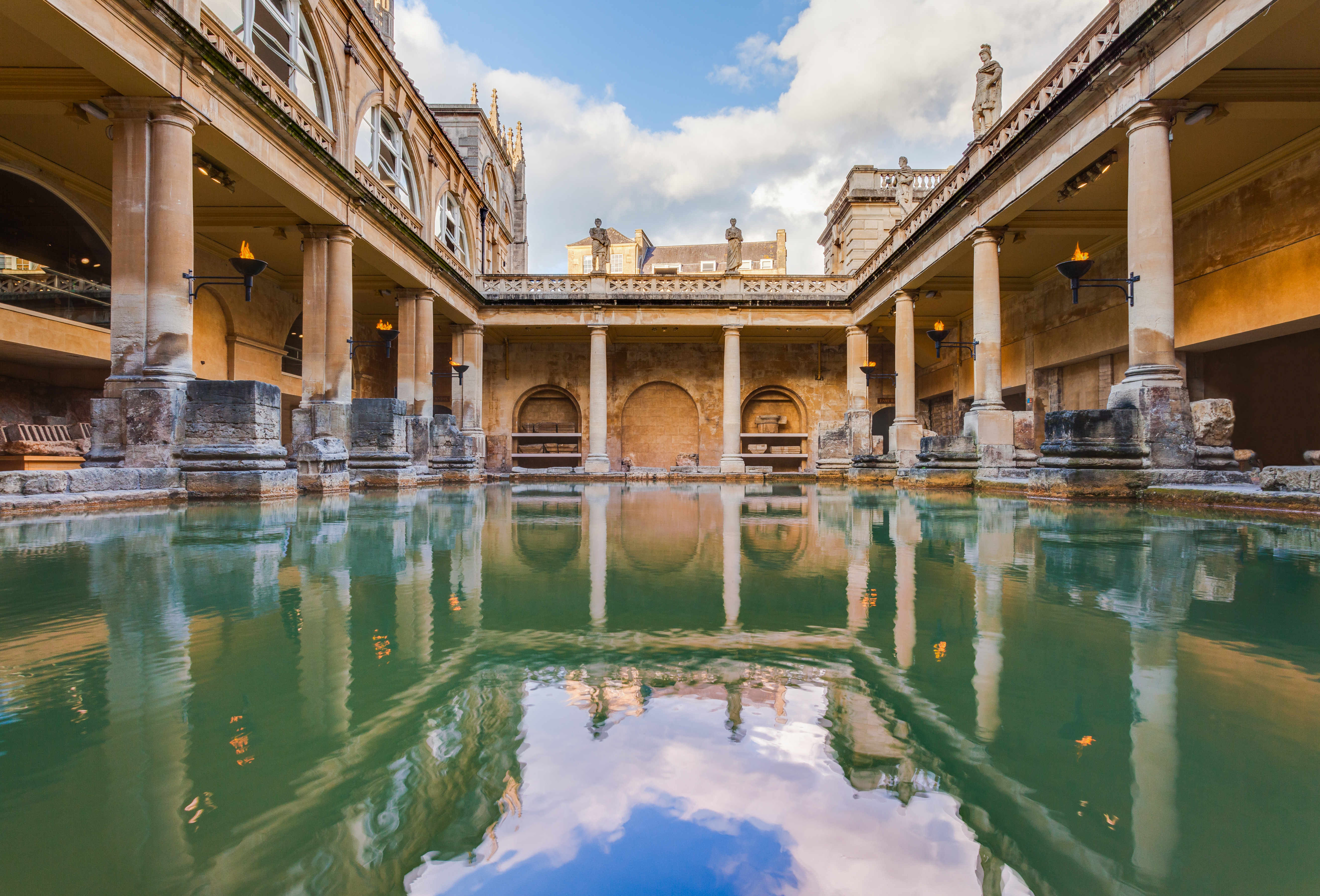
Termas de Bath, construídas em pelo Império Romano

Os primeiros assentamentos de seres humanos anatomicamente modernos no que viria a tornar-se o Reino Unido se formaram em ondas imigratórias que começaram há cerca de 30 mil anos.
No final do período pré-histórico da região, acredita-se que a população do local tenha pertencido, principalmente, a uma cultura denominada de Celtas Insulares, compreendendo a Bretanha-Bretônica e Irlanda gaélica.
A conquista romana, que começou em 43 d.C., e a sua ocupação do sul da Grã-Bretanha por 400 anos foi seguida por uma invasão por colonos germânicos anglo-saxões, reduzindo a área bretônica principalmente ao que mais tarde se tornou o País de Gales.
A região ocupada pelos anglo-saxões se tornou unificada como o Reino da Inglaterra no século X. Entretanto, os falantes do gaélico no noroeste da Grã-Bretanha (com ligações ao nordeste da Irlanda e que, tradicionalmente, migraram de lá no século V), uniram-se com os pictos para criar o Reino da Escócia no século IX.
Em 1066, os normandos invadiram e conquistaram a Inglaterra, além de grande parte do País de Gales, da Irlanda e da Escócia. Nesses países, instituíram o feudalismo, segundo o modelo então vigente no norte da França, e introduziram a cultura normando-francesa. As elites normandas influenciaram fortemente a região, mas finalmente assimilaram cada uma das culturas locais.

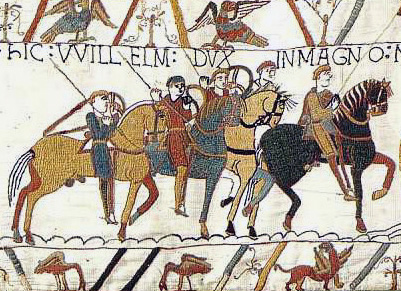
A tapeçaria de Bayeux retrata a Batalha de Hastings e os eventos que conduzem a ela

Reis medievais ingleses posteriores completaram a conquista de Gales e fizeram uma tentativa frustrada de anexar a Escócia. Posteriormente, a Escócia manteve a sua independência, embora em constante conflito com a Inglaterra. Os monarcas ingleses, por meio da herança de territórios substanciais na França e reivindicações para a coroa francesa, também foram fortemente envolvidos em conflitos na França, mais notavelmente a Guerra dos Cem Anos.

### Era moderna

Bandeira da Comunidade da Inglaterra

No início da Idade Moderna foi palco de conflitos religiosos resultantes da Reforma Protestante e da introdução de igrejas estatais protestantes em cada país. Gales foi totalmente incorporado ao Reino da Inglaterra e a Irlanda se constituiu como um reino em união pessoal com a coroa inglesa. No território que se tornaria a Irlanda do Norte, as terras da nobreza gaélica católica independente foram confiscadas e dadas aos colonos protestantes da Inglaterra e da Escócia.
Em 1603, os reinos de Inglaterra, Escócia e Irlanda, foram unidos em uma união pessoal quando Jaime VI da Escócia, herdou a coroa da Inglaterra e da Irlanda e mudou a sua corte de Edimburgo para Londres; cada país, no entanto, manteve-se como uma entidade política separada e suas instituições políticas distintas. Em meados do século XVII, todos os três reinos estavam envolvidos em uma série de guerras interligadas (incluindo a Guerra Civil Inglesa), o que levou a uma temporária queda da monarquia e ao estabelecimento de uma república unitária de curta duração chamada Comunidade da Inglaterra, Escócia e Irlanda.
Apesar de a monarquia ter sido restaurada, garantiu-se (com a chamada Revolução Gloriosa de 1688) que, ao contrário de grande parte do resto da Europa, o absolutismo real não iria prevalecer. A constituição britânica iria desenvolver-se com base na monarquia constitucional e no parlamentarismo. Durante este período, particularmente na Inglaterra, o desenvolvimento do poder naval (e o interesse nas descobertas ao redor do mundo) levou à aquisição e ao estabelecimento das colônias ultramarinas, particularmente na América do Norte.

### Tratado de União

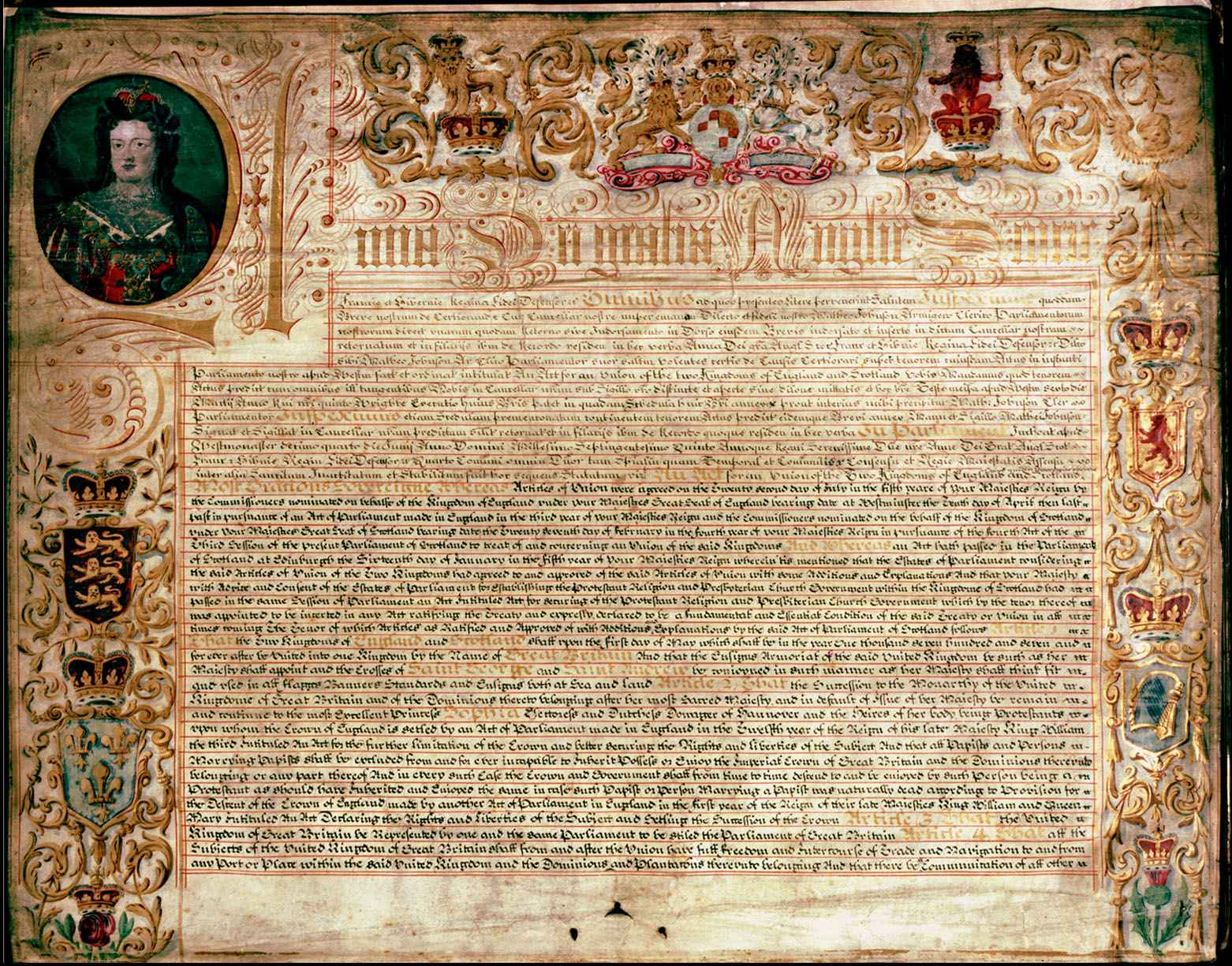
O Tratado de União levou a um único reino que abrange toda a Grã-Bretanha

Em 1 de maio de 1707 foi criado o Reino Unido da Grã-Bretanha, normalmente referido depois por Reino da Grã-Bretanha, criado pela união política do Reino da Inglaterra (que incluía o uma vez independente Principado de Gales) e o Reino da Escócia. Isso foi o resultado do Tratado de União assinado em 22 de julho de 1706, e depois ratificado pelos parlamentares de Inglaterra e Escócia passando a um Ato de União em 1707.
Quase um século depois, o Reino da Irlanda, que estava sob controle inglês entre 1541 e 1691, uniu-se ao Reino da Grã-Bretanha no Ato de União de 1800. Embora Inglaterra e Escócia tivessem sido países separados antes de 1707, eles tinham uma união pessoal desde 1603, quando Jaime VI da Escócia herdou o trono do Reino da Inglaterra, tornando-se Rei Jaime I da Inglaterra e, assim, trocando Edimburgo por Londres.

### Da união com a Irlanda à Primeira Guerra Mundial

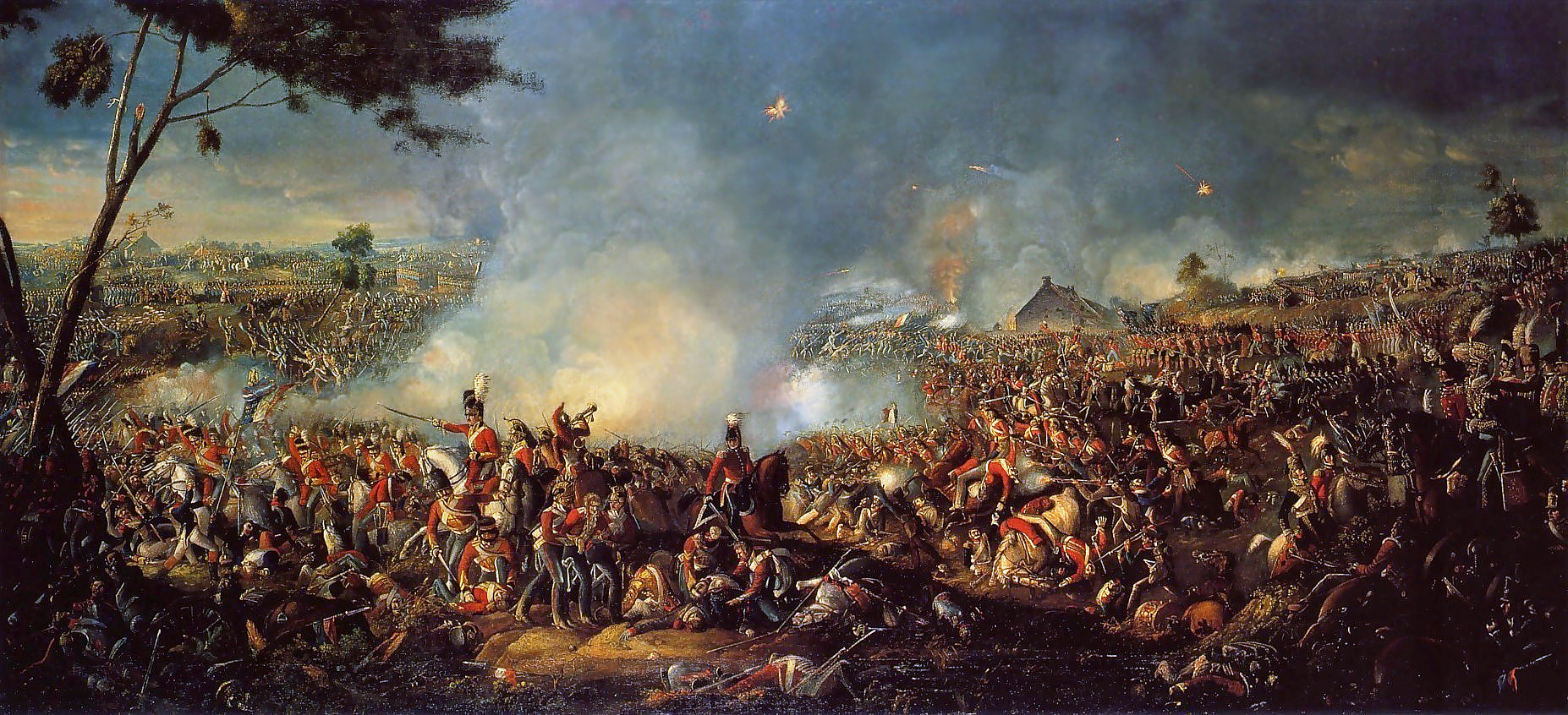
A Batalha de Waterloo marcou o fim das Guerras Napoleônicas

No seu primeiro século, o Reino Unido participou ativamente no desenvolvimento das ideias ocidentais sobre o sistema parlamentar, assim como produziu significantes contribuições à literatura, às artes e à ciência. A Revolução Industrial transformou o país e impulsionou o Império Britânico. Durante esse tempo, assim como outras grandes potências, o Reino Unido esteve envolvido com a exploração colonial, incluindo o comércio de escravos no Atlântico (até 1807, quando o Reino Unido proibiu o tráfico de escravos com o Ato contra o Comércio de Escravos de 1807).
Depois da derrota de Napoleão nas Guerras Napoleônicas, o Reino Unido tornou-se a principal potência naval do século XIX. O Reino Unido permaneceu como um poder eminente até a metade do século XX, e seu império atingiu o seu limite máximo em 1921, ganhando da Liga das Nações o domínio sobre as ex-colônias alemãs e otomanas depois da Primeira Guerra Mundial.

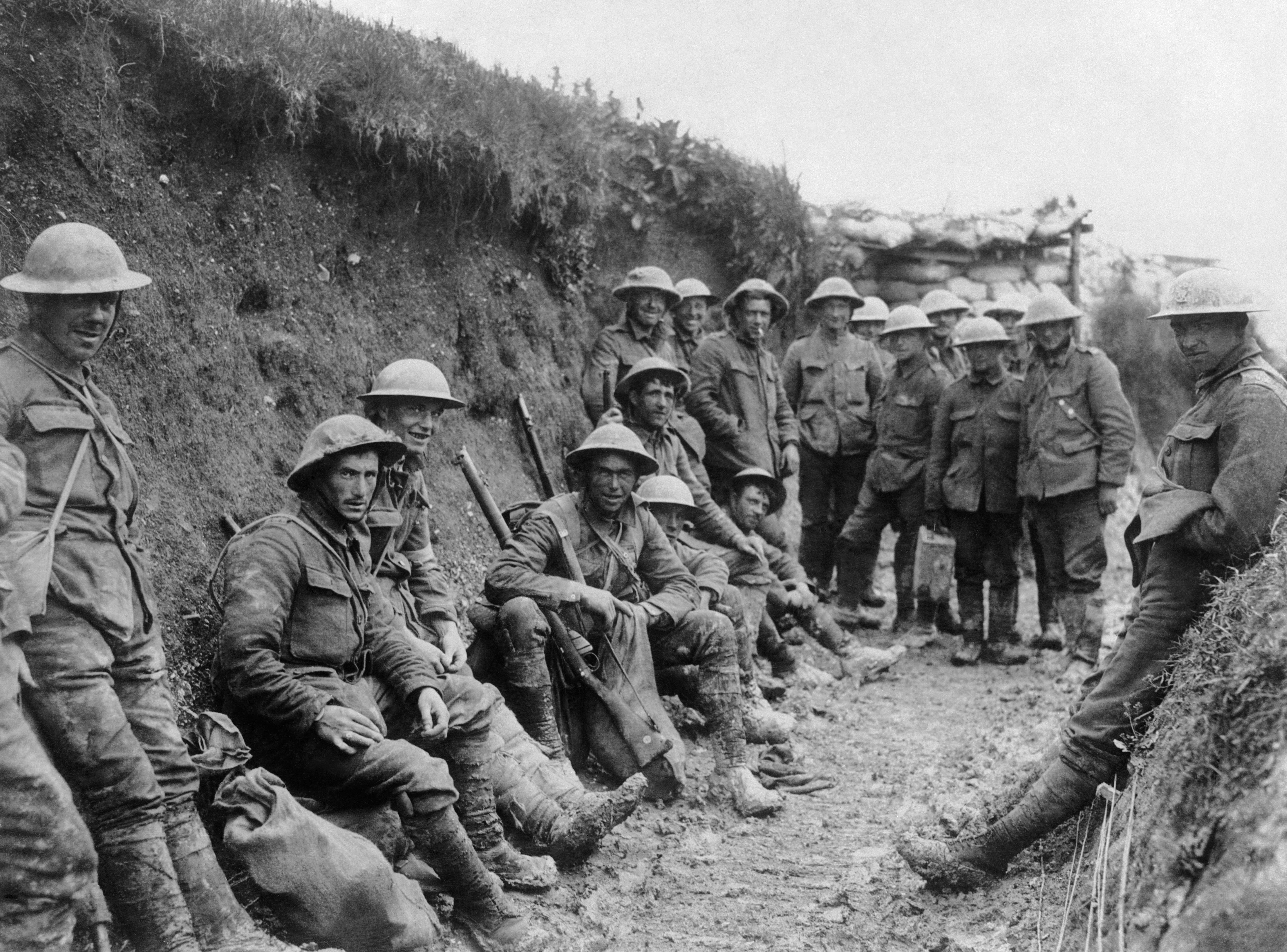
Infantaria dos Royal Irish Rifles durante a Batalha do Somme em 1916

Uma longa tensão na Irlanda levou à partição da ilha em 1920, prosseguindo à independência para um Estado Livre Irlandês em 1922. Seis dos nove condados da província de Ulster permaneceram no Reino Unido, que então mudou formalmente o seu nome, em 1927, para o Reino Unido da Grã-Bretanha e Irlanda do Norte.
Depois da Primeira Guerra Mundial, foi criada a primeira grande rede mundial de televisão e rádio, a BBC. A Grã-Bretanha foi uma das maiores potências das Forças Aliadas na Segunda Guerra Mundial, e o líder durante a guerra Winston Churchill e seu sucessor Clement Attlee ajudaram a planejar o mundo pós-guerra como parte dos "Três Grandes". A Segunda Guerra Mundial deixou o Reino Unido financeiramente abalado. O crédito disponibilizado por Estados Unidos e Canadá durante e depois da guerra era economicamente oneroso ao país, mas depois, ao longo do Plano Marshall, o Reino Unido começou a se recuperar.

### Período entre-guerras, Segunda Guerra Mundial e contemporaneidade

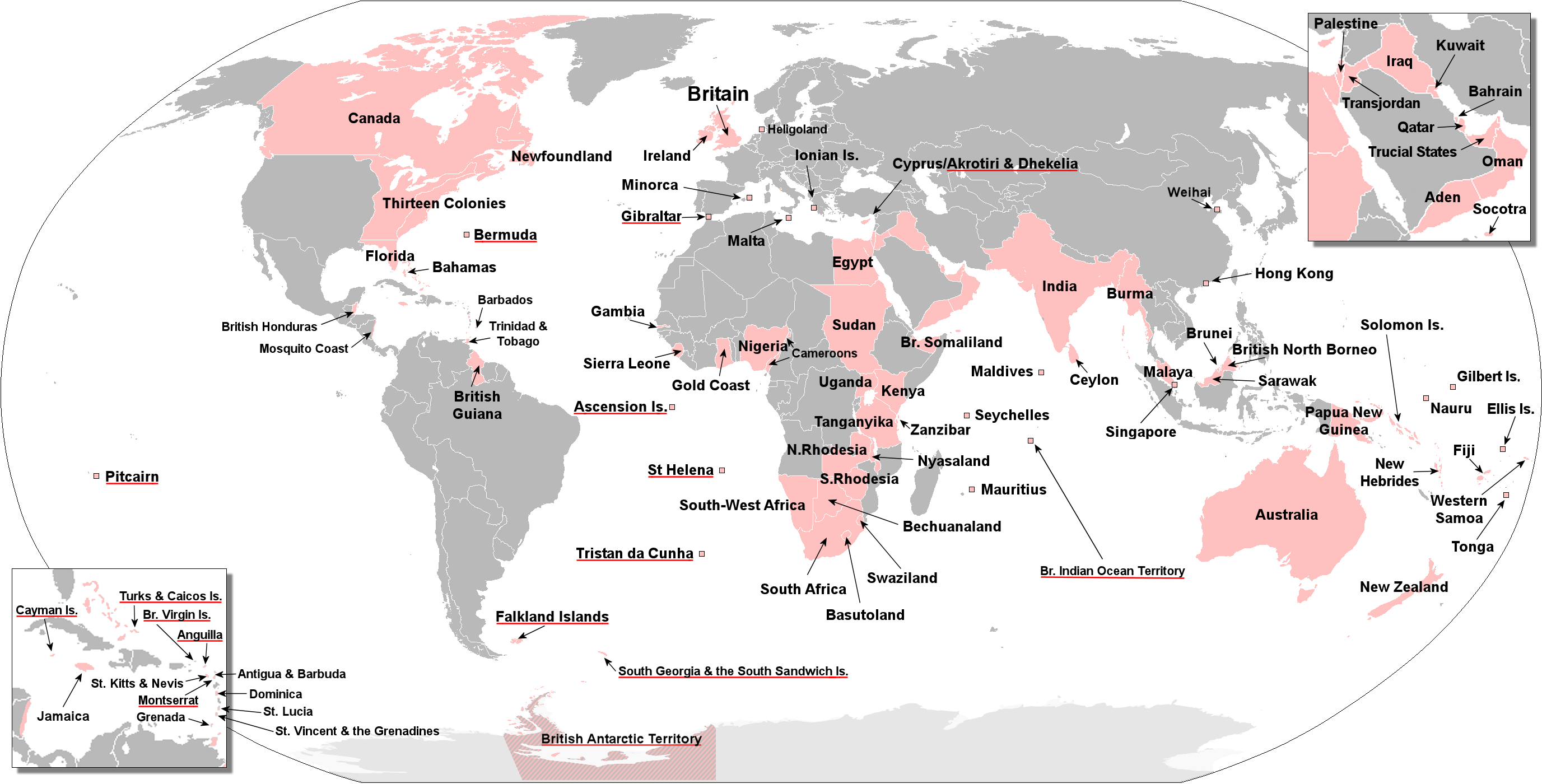
Mapa anacrônico dos territórios que em algum momento já foram parte do Império Britânico. Os atuais territórios britânicos ultramarinos, exceto o Território Antártico Britânico, estão sublinhados em vermelho. Em 1920 o Império Britânico tornou-se no maior império da história

Os primeiros anos do pós-guerra observaram o estabelecimento do Estado de bem-estar social britânico, incluindo um dos primeiros e mais completos serviços públicos de saúde do mundo, enquanto a demanda de uma economia em recuperação trouxe imigrantes de toda a Commonwealth para criar uma Grã-Bretanha multiétnica.
Embora os novos limites do papel político da Grã-Bretanha foram confirmados na Crise do Suez de 1956, a disseminação internacional da língua inglesa confirmou o impacto de sua literatura e cultura pelo mundo, ao mesmo tempo, a partir da década de 1960 a cultura popular britânica também obteve influência no exterior. Após um período de recessão econômica global e competição industrial na década de 1970, a década seguinte foi palco de lucros substanciais provindos do petróleo do Mar do Norte e forte crescimento econômico.
A passagem de Margaret Thatcher como primeira-ministra marcou uma mudança significativa na direção político-econômica tomada no pós-guerra; um caminho que foi seguido pelo governo dos trabalhistas de Tony Blair em 1997.
O Reino Unido foi um dos doze membros fundadores da União Europeia (UE) no seu lançamento em 1992 com a assinatura do Tratado de Maastricht. Antes disso, tinha sido membro da precursora da UE, a Comunidade Econômica Europeia (CEE), a partir de 1973. O final do século XX viu uma mudança importante no governo britânico com a criação de um Parlamento Escocês devolvido e da Assembleia Nacional do País de Gales seguindo da aprovação popular num referendo pré-legislativo. Em 2014 o governo escocês realizou um referendo sobre a independência da Escócia, sendo que a maioria dos eleitores rejeitou a proposta de separação e optou por permanecer no Reino Unido.
Em junho de 2016, através de outro referendo, o Reino Unido votou para sair da União Europeia, levando à renúncia do primeiro-ministro David Cameron dias depois, sendo sucedido por Theresa May.

## Geografia

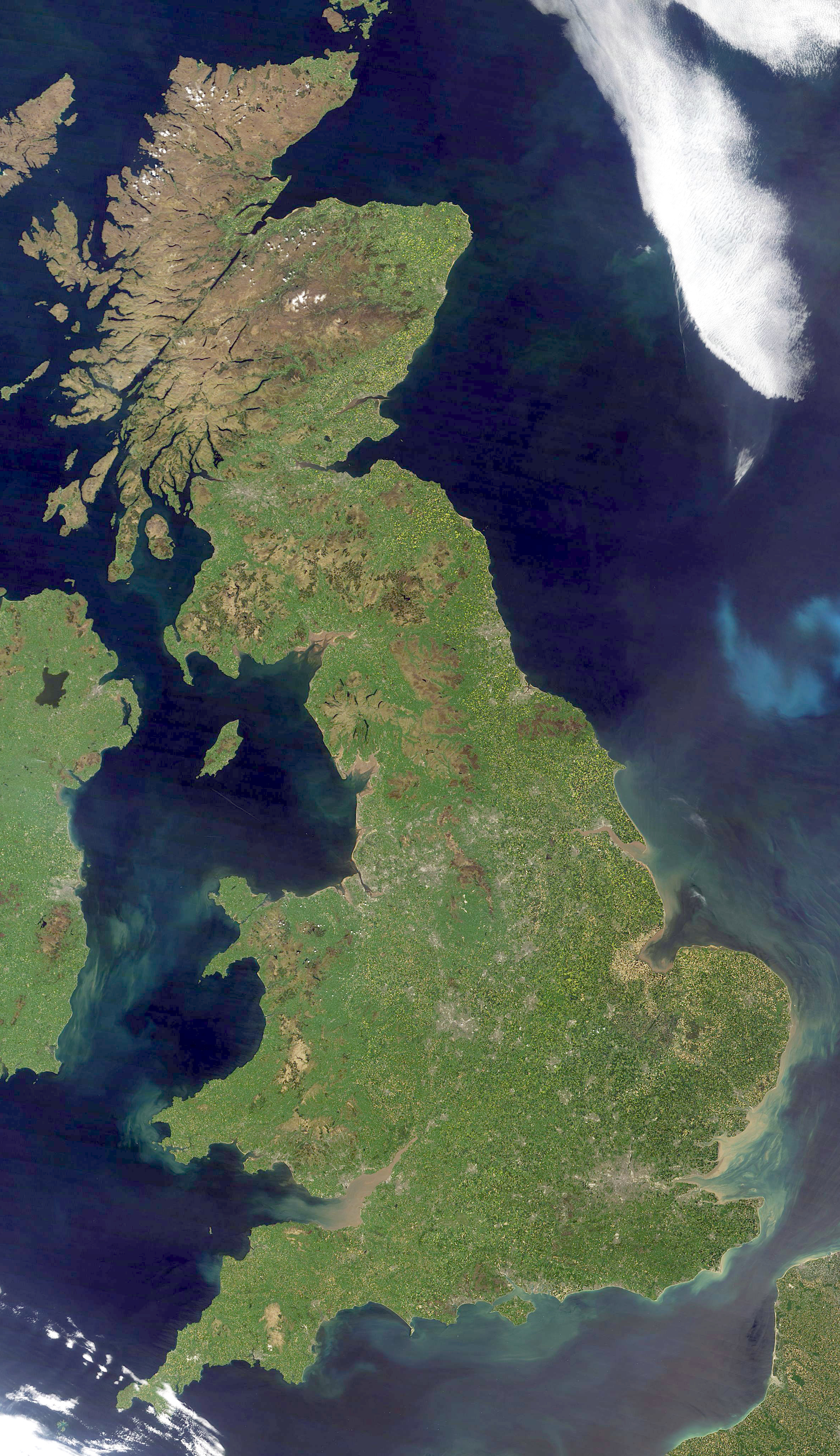
Imagem de satélite da Grã-Bretanha e de parte da ilha da Irlanda

A área total do Reino Unido é de aproximadamente 245 000 quilômetros quadrados compreendendo a maior parte das Ilhas Britânicas, incluindo a ilha da Grã-Bretanha, o nordeste da ilha da Irlanda (Irlanda do norte) e outras pequenas ilhas. É banhado pelo Oceano Atlântico Norte e o mar do Norte e está a 35 quilômetros da costa noroeste da França, separados pelo Canal da Mancha. A Grã-Bretanha se situa entre as latitudes 49° e 59°N (as Ilhas Shetland estão próximas do 61°N), e as longitudes 8°W e 2°E.
A Inglaterra corresponde a praticamente a metade da área total do Reino Unido, cobrindo 130 410 quilômetros quadrados. A maior parte do país é consistida em planícies e terras montanhosas no noroeste da linha Tees-Exe. Cadeias de montanhas são encontradas no noroeste (montanhas Cumbrianas do Lake District), no norte (o pântano dos Peninos e as colinas de calcário do Peak District) e no sudoeste (Exmoor e Dartmoor). Lugares mais baixos incluem as colinas de calcário da ilha de Purbeck, Costwolds e Lincolshire Worlds, e crés da formação de crés do sul da Inglaterra. Os principais rios e estuários são o Tâmisa, o Severn e o estuário de Humber. A maior montanha do país é o pico Scafell, localizado no Lake District com 978 metros.
O País de Gales corresponde a menos de um décimo da área total do Reino Unido, cobrindo apenas 20 758 quilômetros quadrados. O país é em grande parte montanhoso, embora o sul seja menos montanhoso que o norte. As principais áreas industriais e populacionais estão em Gales do Sul, como as cidades de Cardiff, Swansea e Newport e os arredores dos vales de Gales do Sul. As montanhas mais altas do País de Gales estão em Snowdonia e inclui Snowdon (Wydfa em galês), que, com 1 085 metros, é o pico mais alto do País de Gales. As 14 montanhas galesas com mais de 3 mil pés (914 metros) de altura são conhecidas coletivamente como o 3 mil Galês. Gales faz fronteira com a Inglaterra no leste, e no mar nas outras três direções: o canal de Bristol no sul, o canal de São Jorge no oeste, e o mar da Irlanda no norte. Gales tem mais de 1 200 km de costa marítima. E, além disso, tem diversas ilhas, sendo a maior delas Anglesey (‘Ynys Môn’) no noroeste.

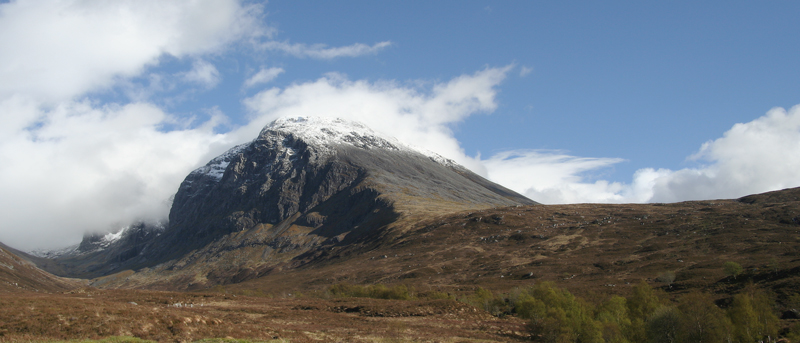
Ben Nevis, na Escócia, o ponto mais alto das Ilhas Britânicas

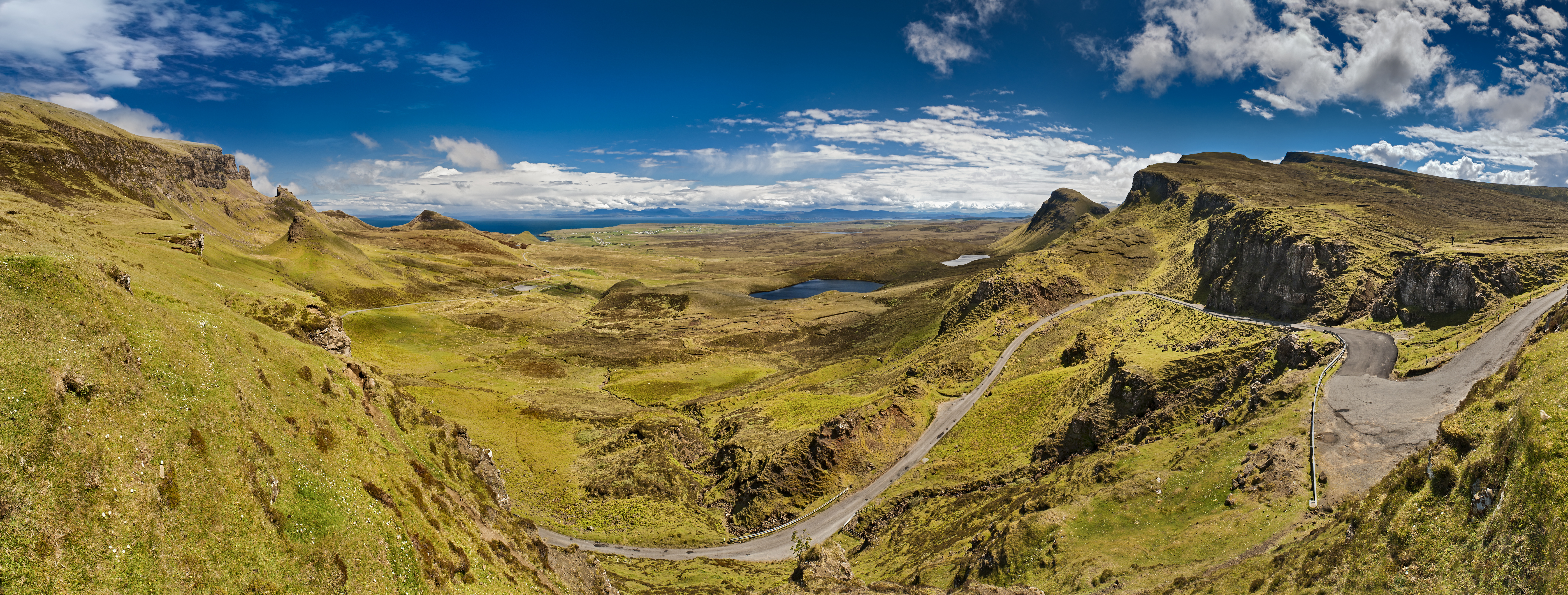
Skye, a maior das ilhas Hébridas e parte das Terras Altas da Escócia

Lake District, a região mais montanhosa da Inglaterra

A Escócia conta por um terço de toda a área do Reino Unido, cobrindo 78 772 quilômetros quadrados. A topografia da Escócia é distinguida pela Falha da Highland – uma falha geológica – que atravessa as planícies escocesas de Helensburgh à Stonehaven. A fratura separa duas regiões diferentes: as Highlands (Terras Altas) no norte e no oeste e as Lowlands (Terras Baixas) no sul e no leste. A região das Highlands contém a maioria dos terrenos montanhosos da Escócia, incluindo o maior pico, Ben Nevis, com 1 344 metros. É nas Terras Baixas (Lowlands), no sul da Escócia, onde se encontra a maioria da população, especialmente no cinturão estreito de terra entre o Firth de Clyde e o Firth de Forth conhecido como o Cinturão Central. Glasgow é a maior cidade da Escócia, embora Edimburgo seja a capital e o centro político do país. A Escócia também tem em torno de oitocentas ilhas, principalmente no oeste e no norte, notoriamente as Hébridas, as Órcades e as Shetland.
A Irlanda do Norte conta por somente 14 160 quilômetros quadrados e é na maioria montanhosa. Ela inclui o Lough Neagh, com 388 quilômetros quadrados, o maior lago do Reino Unido e da Irlanda. O ponto mais alto é o Slieve Donard com 849 metros na província de Montanhas Mourne.
O Reino Unido tem clima temperado, com grandes períodos de chuva pelo ano todo. A temperatura varia ao longo das estações, mas raramente fica abaixo de 10 °C ou acima de 35 °C. O vento sopra principalmente do sudoeste, com frequentes brisas descontínuas que trazem o clima úmido do Oceano Atlântico. O leste é mais afetado por esse vento e é frequentemente o mais seco. Correntes atlânticas, esquentadas pela corrente do Golfo, provocam invernos amenos, especialmente no oeste, onde os invernos são úmidos, e principalmente nas terras mais altas. Os verões são quentes no sudeste da Inglaterra, sendo próximos aos presentes na Europa Continental, e mais frios no norte. A ocorrência de neve pode acontecer no inverno e no começo da primavera, mas é raramente vista com grande magnitude longe das terras altas.

## Demografia

Densidade populacional no território britânico

No censo de abril de 2011, a população total do Reino Unido era constituída de 63 182 000 habitantes, a quinta maior no Commonwealth e a 22ª maior no mundo. Na metade de 2006, estimou-se que a população aumentou para 60 587 300 habitantes. Muito desse aumento se deve principalmente à imigração, mas também ao aumento da taxa de natalidade e o aumento da expectativa de vida.
A população da Inglaterra na metade de 2006 era estimada em 50 762 900 habitantes, fazendo com que ela seja um dos países mais povoados no mundo com 383 residentes por quilômetro quadrado.
Cerca de um quarto da população do Reino Unido vive no sudeste da Inglaterra e é predominantemente urbana e suburbana, com uma população estimada em 7 517 700 vivendo na capital Londres.
As estimativas de 2006 colocavam a população da Escócia em 5 116 900, País de Gales em 2 965 900 e Irlanda do Norte em 1 741 600 com uma densidade populacional muito mais baixa que a da Inglaterra. Comparada a taxa de 383 habitantes por quilômetro quadrado da Inglaterra, a ordem fica em 142 hab./km² para o País de Gales, 125 hab./km² para a Irlanda do Norte e apenas 65 hab./km² para a Escócia.
Em 2006, a média da taxa de fertilidade em todo o Reino Unido era de 1,84 filhos por mulher, abaixo da taxa de reposição de 2,1 mas maior do que o recorde negativo de 2001 de apenas 1,63.
Dentre o Reino Unido, Inglaterra e País de Gales, com 1,86, eram os mais próximos da média total britânica, mas a Escócia era a mais baixa com apenas 1,67. A taxa de fertilidade britânica foi considerada alta durante o baby boom da década de 1960, chegando a 2,95 crianças por mulher em 1964.

### Composição étnica
| Etnia                                         | População  | % do total* |
| --------------------------------------------- | ---------- | ----------- |
| Brancos                                       | 54 153 898 | 92,1%       |
| Multirracial                                  | 677 117    | 1,2%        |
| Indianos                                      | 1 053 411  | 1,8%        |
| Paquistaneses                                 | 747 285    | 1,3%        |
| Bengalis                                      | 283 063    | 0.5%        |
| Outros povos asiáticos (exceto chineses)      | 247 644    | 0,4%        |
| Negros caribenhos                             | 565 876    | 1,0%        |
| Negros africanos                              | 485 277    | 0,8%        |
| Negros (outros)                               | 97 585     | 0,2%        |
| Chineses                                      | 247 403    | 0,4%        |
| Outros                                        | 230 615    | 0,4%        |
| *Porcentagem do total da população britânica. |            |             |

Atualmente a população do Reino Unido é descendente de várias etnias, dentre as quais: pré-Céltica, Céltica, Romana, Anglo-saxã e Normanda. Desde 1945, laços criados durante a época do Império Britânico tem contribuído com uma imigração substancial, especialmente da África, Caribe e Sudeste Asiático. Em 2001, 92,1% da população identificava-se como sendo "branca", e 7,9% da população do Reino Unido identificava-se como de raça "mista" ou de alguma minoria étnica.
A diversidade étnica varia significantemente ao longo do Reino Unido. 30,4% da população de Londres e 37,4% da de Leicester era estimada de ser não branca em junho de 2005, enquanto menos de 5% das populações do Nordeste, do Sudoeste da Inglaterra e do País de Gales eram de minorias étnicas segundo o censo de 2001.
Em 2007, 22% das crianças de escolas primárias e 17,7% das crianças de escolas secundárias da Inglaterra eram de famílias das minorias étnicas. A população de imigrantes da Grã-Bretanha irá quase dobrar nas próximas duas décadas para 9,1 milhões, segundo um relatório de 31 de janeiro de 2008.

### Migração
Em contraste com alguns outros países europeus, a alta imigração de nascidos no exterior está contribuindo para o aumento da população, contando por quase metade do crescimento da população entre 1991 e 2001. As últimas estimativas oficiais (2006) mostram que a imigração líquida do Reino Unido era de 191 000 (591 000 imigrantes e 400 000 emigrantes) contra 185 000 em 2005 (ou seja, houve uma perda de 126 000 britânicos e o ganho de 316 000 cidadãos estrangeiros). Um em seis eram de países do Leste Europeu, com grandes números provenientes dos países da Commonwealth. Imigração proveniente do subcontinente indiano, principalmente devido à reunião familiar, contava por 2/3 da imigração liquida. Em contraste, ao menos 5,5 milhões de pessoas nascidas britânicas estavam vivendo fora do Reino Unido. Os destinos mais populares para a emigração eram a Austrália, Espanha, França, Nova Zelândia e os Estados Unidos.
| Reino Unido > 1 000 000 < 1 000 000 <500 000 <100 000 | <50 000 <10 000 <5 000 <1 000 <100 ou não identificado |

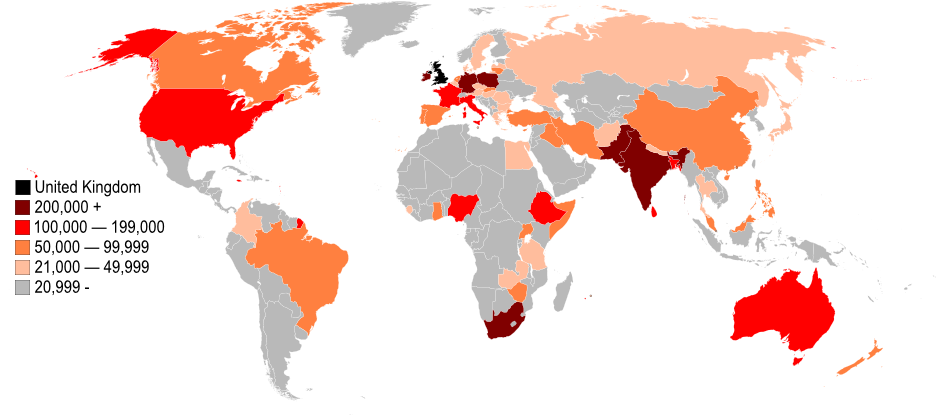
Pessoas que moram no Reino Unido por local de nascimento

Cidadãos britânicos que vivem no exterior:

Um estudo por um analista da cidade, entretanto, contesta os números da imigração e diz que a imigração líquida em 2005 foi de cerca 400 000. No entanto, a proporção de pessoas nascidas no exterior na população britânica permanece levemente menor que de outros países Europeus.
Em 2004, o número de pessoas que se tornaram cidadãos britânicos bateu o recorde de 140 795 – um crescimento de 12% do ano precedente. Esse número tem crescido consideravelmente desde 2000. A maioria absoluta dos novos cidadãos vem da África (32%) e da Ásia (40%), os maiores três grupos são de pessoas provindas do Paquistão, Índia e Somália. Em 2006, tiveram 149 035 pedidos de cidadania britânica, 32% menos que em 2005. O número de pessoas que obteve a cidadania durante 2006 era de 154 095, 5% menos que em 2005. O maior grupo de pessoas que conseguiram cidadania britânica era da Índia, Paquistão, Somália e Filipinas. 21,9% dos bebês nascidos na Inglaterra e no País de Gales em 2006 tinham mães que nasceram fora do Reino Unido, de acordo com as estatísticas oficiais divulgadas em 2007 que também mostram as maiores taxas de fertilidade em 26 anos. A taxa de natalidade permanece abaixo da taxa de reposição da população.
Quando a União Europeia aumentou para o leste em 2004 e de novo em 2007, deu o direito para cidadão de países como Polônia, Eslováquia, Lituânia, e mais recentemente Romênia e Bulgária para viver no Reino Unido. Relatórios publicados em agosto de 2007 indicam que 682 940 pessoas deram entrada no sistema de registro de trabalhadores (para cidadãos dos países da Europa Central e do Leste que entraram na UE em maio de 2004) entre 1 de maio de 2004 e 30 de junho de 2007, dos quais 656 395 foram aceitos. Trabalhadores autônomos e pessoas que não estão trabalhando (incluindo estudantes) não necessitam se registrar no Sistema, portanto esse relatório representa o limite mínimo do fluxo de imigração. Esses dados não mostram o número de imigrantes que voltou para casa, mas 56% dos requerentes nos 12 meses, terminados em 30 de junho de 2007, disseram que planejavam ficar por um máximo de 3 meses, com a imigração liquida em 2005 dos novos estados da UE ficando em 64 000. Pesquisas sugerem que um total de em torno de 1 milhão de pessoas mudaram-se dos novos estados-membros para o Reino Unido até abril de 2008, mas a metade voltou para casa ou mudou-se para um terceiro pais. Um em cada quatro poloneses do Reino Unido está planejando permanecer durante toda a vida, revelou um estudo.
Dados da segurança social britânica sugerem que 2,5 milhões de trabalhadores estrangeiros se mudaram para o Reino Unido para trabalhar (incluindo aqueles que se mudaram para períodos curtos), a maioria provinda de países da UE, entre 2002 e 2007. O governo do Reino Unido está constantemente introduzindo um novo sistema de imigração para substituir os já existentes para imigração de fora do Espaço Econômico Europeu.

### Religião
Religião no Reino Unido 2011
A religião oficial do Reino Unido é a Igreja de Inglaterra, cuja soberania está assegurada pelo Monarca. Em contrapartida, a Igreja Presbiteriana é a religião oficial da Escócia, um dos países que compõem o Reino Unido. A Igreja Batista e Adventista também se professam, assim como o Islamismo e o Judaísmo, formando o conjunto mais numeroso. A lei britânica assegura a liberdade de culto, ainda que algumas nações constituintes aceitem uma religião como oficial; e outras (como Irlanda do Norte e País de Gales) declarem-se estados aconfessionais ou laicos. O Tratado de União, que levou à formação do Reino Unido, assegurou que haveria uma sucessão protestante, bem como uma ligação entre a Igreja e o Estado, que ainda permanece.
O cristianismo é a maior religião, seguido pelo islamismo, hinduísmo, sikhismo e judaísmo em termos de número de adeptos. No censo de 2011, 59,5% dos entrevistados disseram que o cristianismo era a sua religião, no entanto, um estudo da Tearfund mostrou que apenas um em cada dez britânicos realmente frequentam a igreja semanalmente. Cerca de 16 milhões de pessoas (25% da população do Reino Unido) afirmaram não ter religião, com mais 4,3 milhões (7% da população do Reino Unido) não indicando uma preferência religiosa. Entre 2004 e 2008, o Office for National Statistics informou que o número de cristãos na Grã-Bretanha (em vez do Reino Unido como um todo) caiu em mais de 2 milhões de pessoas.
Segundo uma estimativa do Inquérito ao Emprego, o número total de muçulmanos na Grã-Bretanha em 2008 era 2 422 000, cerca de 4% da população total. Havia mais 1943 muçulmanos na Irlanda do Norte em 2001. Mais de um milhão de pessoas seguem religiões de origem indiana: 560 000 são hindus, 340 000 são sikhs e cerca de 150 000 praticam o budismo. Leicester tem um dos poucos templos Jaina do mundo que estão fora da Índia. O número de judeus britânicos é 300 000 pessoas. O Reino Unido tem a quinta maior comunidade judaica em todo o mundo.

### Idiomas
Embora o Reino Unido não tenha uma língua de jure, a língua mais falada é o inglês, uma língua germânica ocidental descendente do inglês antigo compartilhando um grande número de palavras do norueguês antigo, francês normando e o latim. A língua inglesa foi espalhada pelo mundo (principalmente devido ao Império Britânico) e tornou-se a língua dos negócios no mundo. Em todo o mundo, é falada como segunda língua mais do que qualquer outra.

O mundo anglófono. Os países em azul escuro têm a maior parte da população composta por falantes nativos do inglês. As nações onde o inglês é uma língua oficial, mas a maioria da população não usa o idioma, estão em azul claro. O inglês é uma das línguas oficiais da União Europeia e da Organização das Nações Unidas

As outras línguas indígenas do Reino Unido são o scots (que é próxima ao inglês) e quatro línguas celtas. As últimas se dividem em dois grupos: duas línguas P-celtas (galês e o córnico); e duas Q-celtas (irlandês e o gaélico escocês). Influências dos dialetos celtas cúmbrico persistiram no Norte da Inglaterra por séculos, mais celebremente em um conjunto de números usados para contar ovelhas. No censo de 2001, mais de um quinto (21%) da população do País de Gales disse saber falar o galês, um aumento do censo de 1991 (18%). Ainda, estima-se que cerca de 200 mil pessoas que falam o galês moram na Inglaterra. O galês e o gaélico escocês também são falados em pequenos grupos em outras partes do mundo, onde o gaélico ainda é falado na Nova Scotia, Canadá, e o galês na Patagônia, Argentina.
Línguas de imigrantes constituem cerca de 10% da população do Reino Unido, o francês é falado por 2,3% da população, 1,0% falam o polonês refletindo a recente migração em massa para o Reino Unido. 0,9% falam o alemão e 0,8% o espanhol. A maioria das outras línguas estrangeiras faladas no Reino Unido são originarias da Europa, Ásia e África. A maior parte dos imigrantes que vão para o Reino Unido provém de países anglófonos (tais como Nigéria, Jamaica, Hong Kong e Filipinas), motivo pelo qual não tem grande diversidade entre algumas comunidades de minorias étnicas do país. Ao longo do Reino Unido, é geralmente obrigatório para as crianças estudarem uma segunda língua até 14 anos na Inglaterra e 16 anos na Escócia. O francês e o alemão são as duas segundas línguas mais faladas na Inglaterra e na Escócia, enquanto o galês é a segunda língua principal no País de Gales. De acordo com uma pesquisa em 2003, 89% do povo britânico domina o básico do francês, e 23% têm conhecimento básico do alemão. Outras línguas que vêm se tornando também populares incluem o espanhol (7%) e o russo (0,5%).

## Governo e política
|                                                                          |  |                                   |
| Carlos III do Reino Unido, o atual monarca constitucional do Reino Unido |  | Keir Starmer, o primeiro-ministro |

O Reino Unido é um Estado unitário e uma monarquia constitucional que tem Carlos III como chefe de Estado. O monarca do Reino Unido também atua como chefe de Estado de outros quinze países da Commonwealth, colocando o Reino Unido em uma união pessoal com aqueles outros países. A Coroa tem soberania sobre a ilha de Man e os Bailiados de Jersey e Guernsey. Em conjunto, estes três territórios são conhecidos como as dependências da Coroa, terras pertencentes ao monarca britânico, mas que não fazem parte do Reino Unido. No entanto, o Parlamento do Reino Unido tem autoridade para legislar sobre as dependências, e o governo britânico cuida das relações exteriores e da defesa das dependências.

### Governo
O Reino Unido tem um governo parlamentar baseado em fortes tradições: o Sistema Westminster, foi copiado em todo o mundo - um legado do Império Britânico. A Constituição do Reino Unido governa o quadro jurídico do país, e é composto principalmente de fontes escritas, incluindo estatutos, jurisprudência e tratados internacionais. Como não existe diferença técnica entre estatutos comuns e leis, considerados "direito constitucional", o parlamento britânico pode executar "reformas constitucionais" simplesmente pela aprovação de atos parlamentares e, portanto, tem o poder para alterar ou abolir quase qualquer elemento escrito ou não escrito da constituição. No entanto, o parlamento não pode aprovar leis que os futuros parlamentares não possam mudar. O Reino Unido é um dos três países no mundo de hoje que não têm uma constituição codificada (sendo os outros dois a Nova Zelândia e Israel).
A posição do primeiro-ministro como chefe de governo do Reino Unido pertence ao membro do parlamento que obtém a confiança da maioria da Câmara dos Comuns, sendo normalmente o líder do maior partido político naquela câmara. O primeiro-ministro escolhe um gabinete e eles são formalmente nomeados pelo monarca para formar o Governo de Sua Majestade. Por convenção, o rei respeita as decisões tomadas pelo primeiro-ministro.

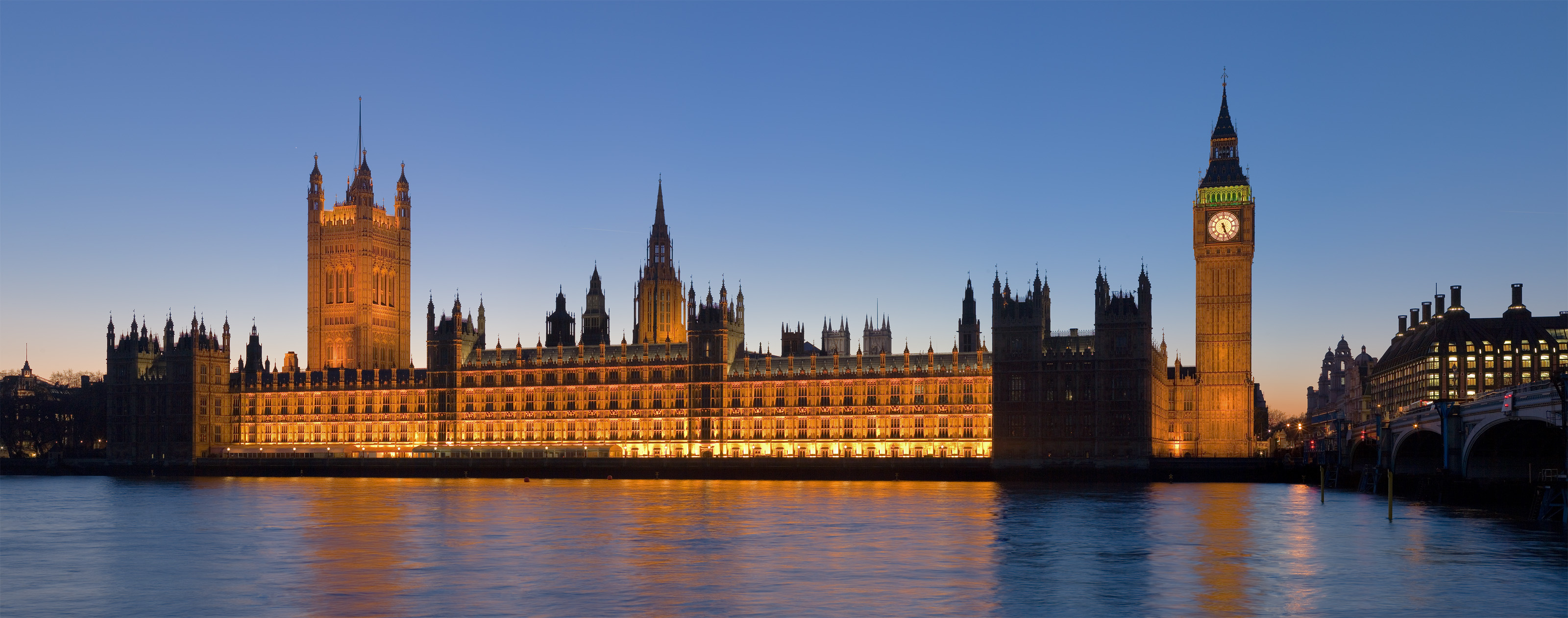
O Palácio de Westminster, em Londres, a sede do parlamento britânico

O gabinete é tradicionalmente composto por membros do partido do primeiro-ministro de ambas as casas legislativas e, principalmente, da Câmara dos Comuns, aos quais são responsáveis. O poder executivo é exercido pelo primeiro-ministro e por seu gabinete, que são empossados no Conselho Privado do Reino Unido e tornam-se Ministros da Coroa. O Partido Conservador, atualmente liderado por Liz Truss, possui a maioria no Parlamento desde 2010. Para as eleições para a Câmara dos Comuns, o Reino Unido está dividido em 650 círculos eleitorais, sendo que cada um elege um único membro do parlamento através do processo de pluralidade simples. As eleições gerais são convocadas pelo monarca quando o primeiro-ministro assim aconselha. Os Atos 1911 e 1949 do parlamento britânico exigem que uma nova eleição deve ser convocada, o mais tardar, cinco anos após a última eleição geral.
Os três principais partidos políticos britânicos são o Partido Conservador, o Partido Trabalhista e o Partido Liberal Democrata. Durante a eleição geral de 2010, estes três partidos ganharam 622 dos 650 assentos disponíveis na Câmara dos Comuns. A maioria das vagas restantes foram ganhas por partidos que disputam eleições apenas em uma parte do Reino Unido: o Partido Nacional Escocês (apenas na Escócia); o Plaid Cymru (apenas no País de Gales) e o Partido Unionista Democrático, o Partido Social Democrata Trabalhista, o Partido Unionista do Ulster e o Sinn Féin (apenas na Irlanda do Norte, apesar do Sinn Féin também disputar eleições na República da Irlanda). Nas eleições para o Parlamento Europeu, o país tem atualmente 72 deputados, eleitos em 12 círculos plurinominais.

### Administrações nacionais descentralizadas

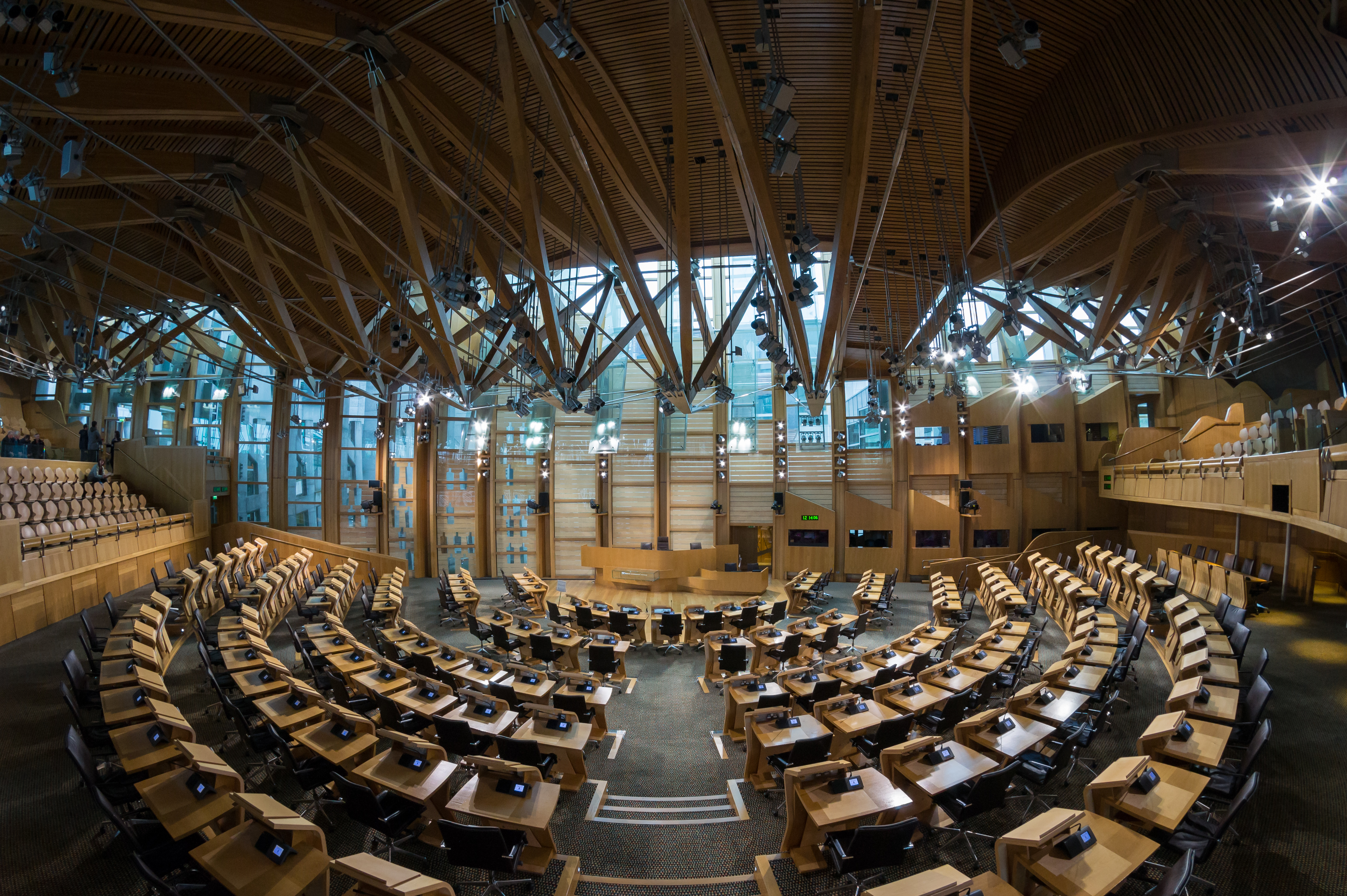
O Edifício do Parlamento Escocês, em Edimburgo, sede do Parlamento da Escócia

Escócia, País de Gales e Irlanda do Norte têm cada um seu próprio governo ou poder executivo devolvido, ou seja, liderado por um primeiro-ministro (ou, no caso da Irlanda do Norte, um primeiro-ministro e um vice-primeiro-ministro em diarquia) e por uma legislatura unicameral local e independente. A Inglaterra, o maior país do Reino Unido, não tem um poder executivo ou uma legislatura própria e é administrada e legislada diretamente pelo governo e pelo parlamento do Reino Unido em relação a todos os assuntos nacionais. Esta situação deu origem à chamada "questão West Lothian", que descreve o fato de deputados de Escócia, País de Gales e Irlanda do Norte poderem votar, por vezes de forma decisiva, sobre assuntos que afetam apenas a Inglaterra. A Comissão McKay do parlamento britânico relatou este assunto em março de 2013 e recomendou que as leis que afetem apenas a Inglaterra devem precisar de apoio de uma maioria de deputados ingleses.

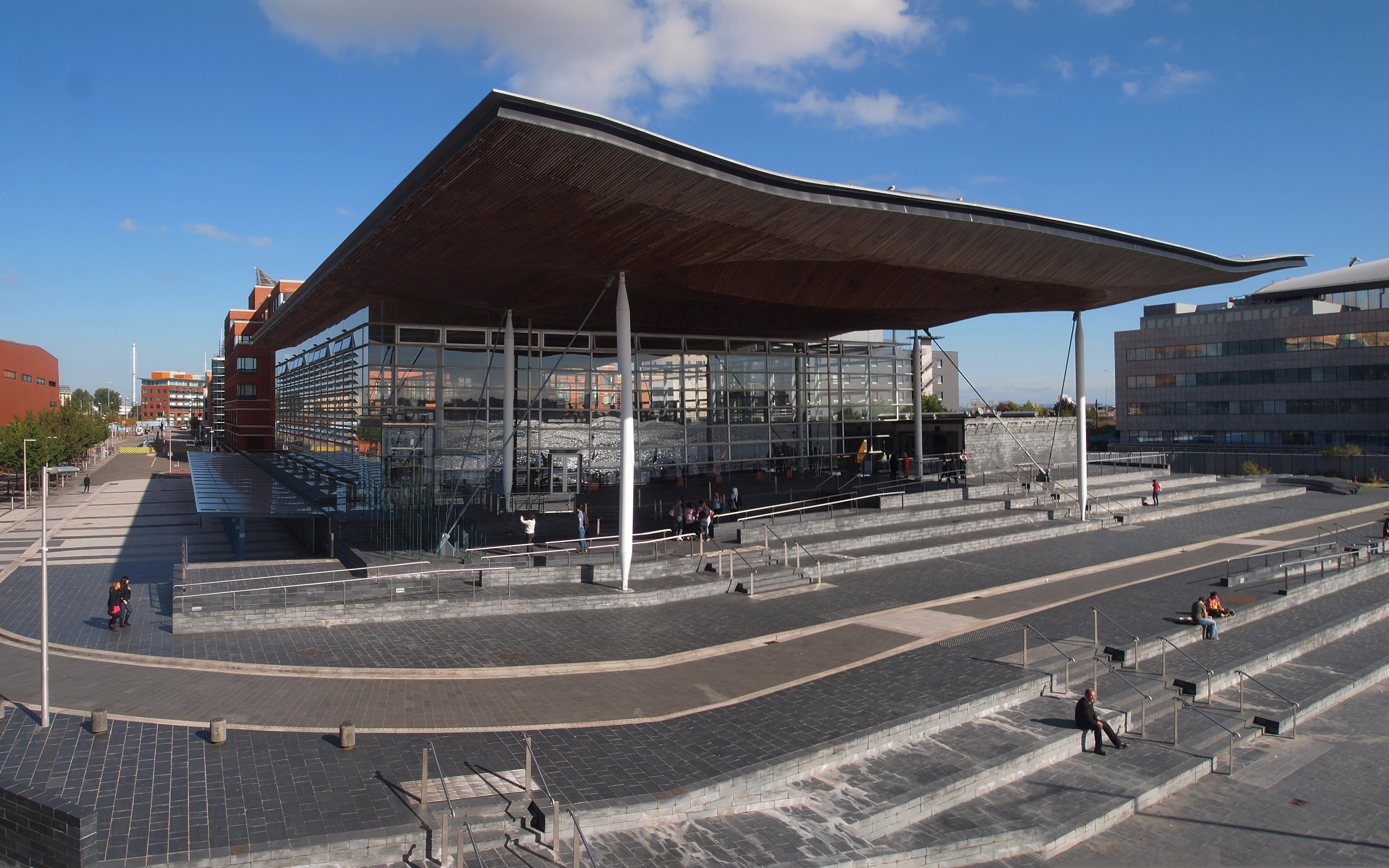
Parlamento do País de Gales em Cardiff

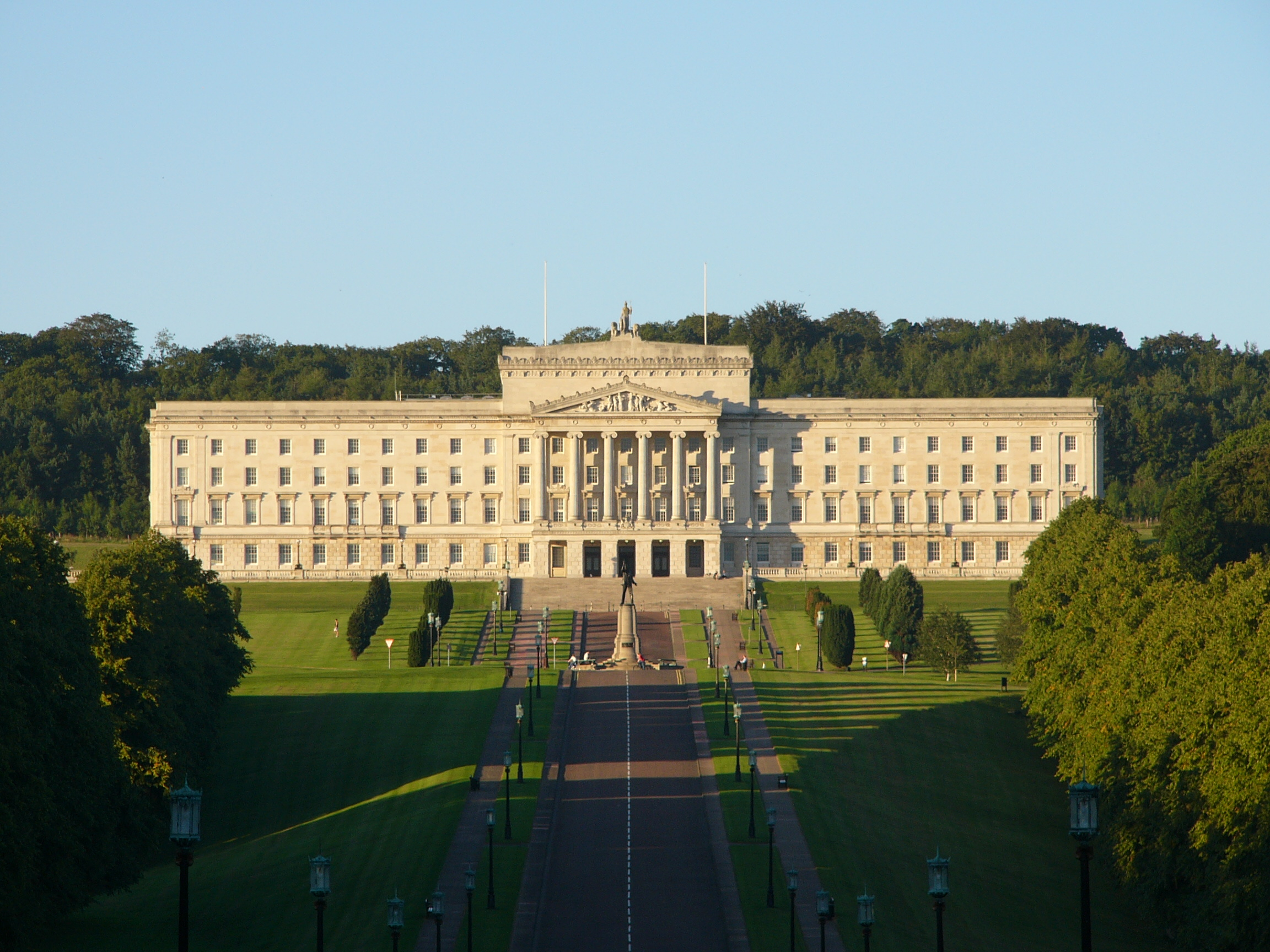
Sede da Assembleia da Irlanda do Norte, em Belfast

O governo escocês e o parlamento têm amplos poderes sobre qualquer assunto que não tenha sido especificamente reservado ao parlamento do Reino Unido, incluindo temas como educação, saúde, direito judicial escocês e governo local. Nas eleições de 2011, o Partido Nacional Escocês ganhou a reeleição e alcançou a maioria absoluta no parlamento escocês, sendo o seu líder, Alex Salmond, indicado como primeiro-ministro escocês. Em 2012, os governos britânico e escocês assinaram o Acordo de Edimburgo, que estabelece os termos para um referendo sobre a independência da Escócia em 2014.
O governo galês e a Assembleia Nacional do País de Gales têm poderes mais limitados do que os transferidos para a Escócia. A assembleia local pode legislar sobre assuntos descentralizados através dos Atos da Assembleia, que não requerem o consentimento prévio de Westminster. As eleições de 2011 tiveram como resultado uma administração da minoria trabalhista liderada por Carwyn Jones.
O governo e a assembleia da Irlanda do Norte têm poderes semelhantes aos transferidos à Escócia. O poder executivo local é liderado por uma diarquia que representa os membros unionistas e nacionalistas da assembleia. Até 2015, Peter Robinson (Partido Unionista Democrático) e Martin McGuinness (Sinn Féin) eram primeiro-ministro e vice-primeiro-ministro, respectivamente. A devolução do governo à Irlanda do Norte está condicionada à participação da administração da Irlanda do Norte no Conselho Ministerial Norte-Sul, onde o executivo da Irlanda do Norte coopera e desenvolve políticas conjuntas e compartilhadas com o governo da República da Irlanda. Os governos britânico e irlandês cooperam em questões não descentralizadas que afetam a Irlanda do Norte por meio da Conferência Intergovernamental Britânica-Irlandesa, que assume as responsabilidades do governo da Irlanda do Norte caso este não atue.
O Reino Unido não tem uma constituição codificada e questões constitucionais não estão entre os poderes atribuídos à Escócia, País de Gales ou Irlanda do Norte. De acordo com a doutrina da soberania parlamentar, o Parlamento do Reino Unido poderia, em tese, dissolver o parlamento escocês, a assembleia galesa e a assembleia da Irlanda do Norte se assim decidisse. Na verdade, em 1972, o parlamento britânico unilateralmente suspendeu o Parlamento da Irlanda do Norte e estabeleceu um precedente relevante para instituições autônomas contemporâneas. Na prática, porém, seria politicamente difícil para o Parlamento do Reino Unido abolir a devolução de poder ao parlamento escocês e à assembleia galesa por causa do fortalecimento político criado por decisões de referendos populares. As restrições políticas colocadas sobre o poder do parlamento britânico de interferir na autonomia da Irlanda do Norte são ainda maiores do que em relação à Escócia e ao País de Gales, visto que a transferência de poder para a Irlanda do Norte é assegurada por um acordo internacional com o governo da Irlanda.

### Legislação e justiça penal

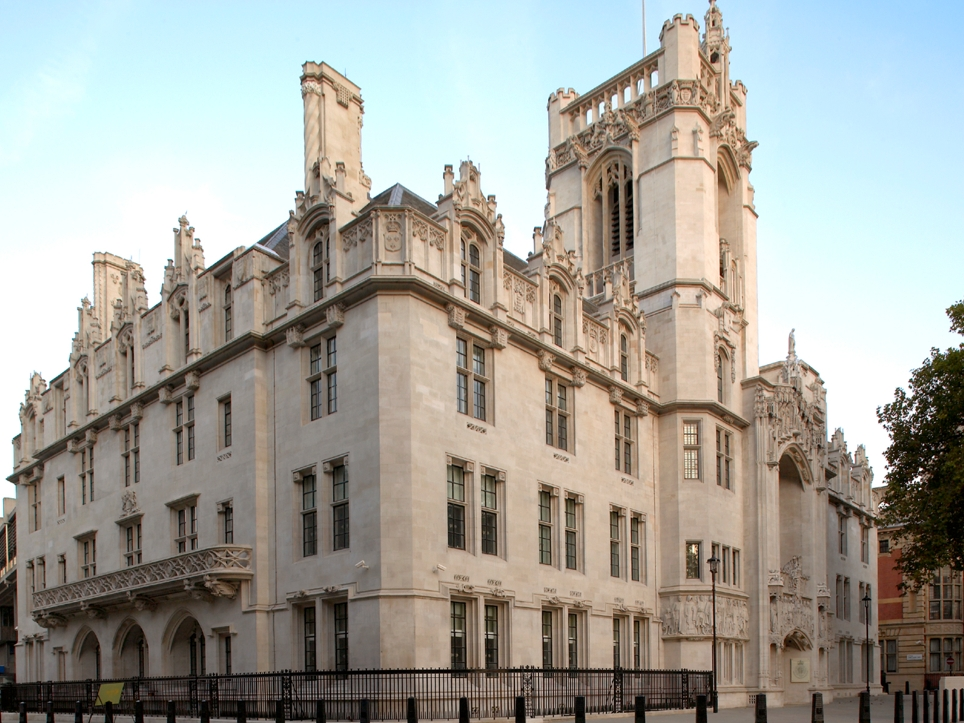
Sede da Suprema Corte do Reino Unido

O Reino Unido não tem um sistema jurídico único devido ao ato de união dos países anteriormente independentes, cujo artigo 19 do Tratado da União Britânica garante a continuação da existência do distinto sistema jurídico da Escócia. Hoje o Reino Unido tem três sistemas jurídicos: o direito inglês, a lei da Irlanda do Norte e o direito escocês. As recentes alterações constitucionais deram lugar a uma nova Suprema Corte no Reino Unido que entrou em vigor no dia 1 de outubro de 2009 assumindo o papel do atual Comitê de Apelação da Câmara dos Lordes, nos processos jurídicos, obedecendo as novas leis da Reforma Constitucional de 2005. O Comitê Judicial do Conselho Privado, é composto, tradicionalmente, pelos mesmos membros do Comitê de Apelação da Câmara dos Lordes, e foi o mais alto tribunal de recurso para vários países independentes da Commonwealth, dos territórios ultramarinos do Reino Unido, e das dependências da coroa britânica, contudo devido as reformas do Parlamento, a Câmara sofreu uma redução de sua ação sobre os tribunais britânicos.
O direito inglês, que se aplica na Inglaterra e Gales, e a lei da Irlanda do Norte são baseadas nos princípios do direito comum. A essência do direito comum é que a lei é aplicada por juízes, situados em tribunais, utilizando o senso comum e seus conhecimentos do precedente legal (stare decisis) para os fatos anteriores a eles.

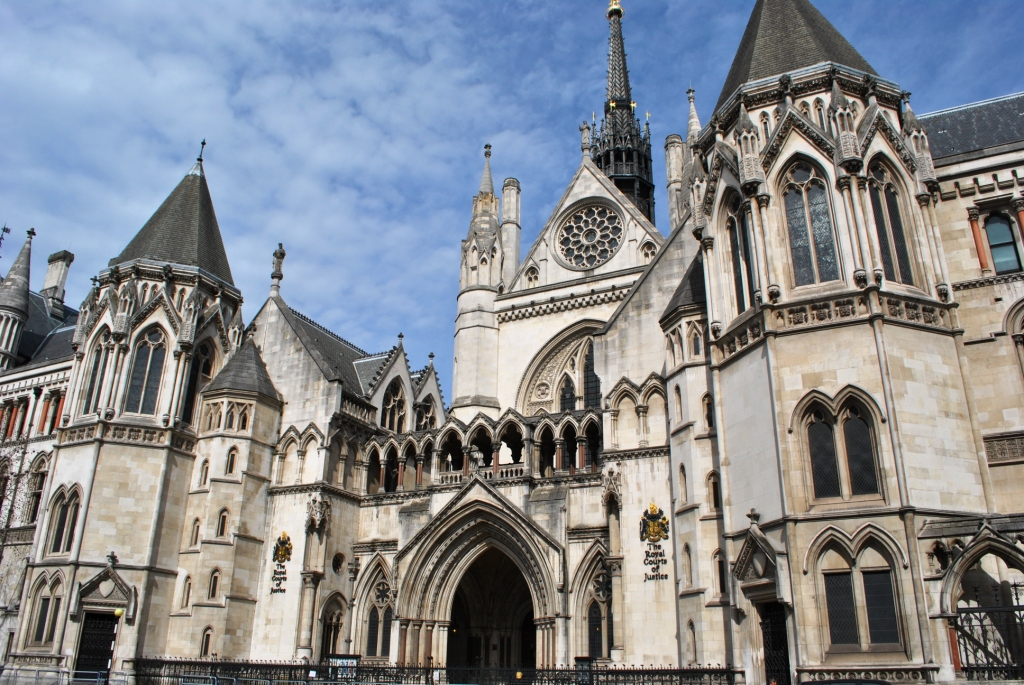
Sede das Cortes Reais de Justiça, em Londres

Os tribunais da Inglaterra e do País de Gales são chefiados pelo Supremo Tribunal da Judicatura da Inglaterra e do País de Gales, que consiste no Tribunal de Apelação, a Suprema Corte da Justiça (para os processos civis) e os Corte da Coroa (para os casos penais). O Comitê de Apelação da Câmara dos Lordes (normalmente apenas referidas como The House of Lords) é atualmente o maior órgão jurisdicional, tanto para casos criminais como os civis na Inglaterra, Gales, e Irlanda do Norte, e qualquer decisão dessa corte sobrepõe a de todos os outros tribunais da hierarquia.
O direito escocês é um sistema híbrido baseado nos princípios do direito civil e do direito comum. Os tribunais máximos são o Tribunal de Sessão, para os processos cíveis, e o Tribunal Superior de Justiça, para os casos criminais. O Comitê de Apelação da Câmara dos Lordes também serve como o mais alto tribunal de recurso para os processos civis na Escócia, mas apenas no caso do Tribunal de Sessão conceder a autorização de recurso ou a sentença inicial for por decisão da maioria. Os Tribunais de Xerife são como tribunais locais, com 49 tribunais organizados em todos os seis xerifados escoceses. A violência na Inglaterra e no País de Gales aumentou no período entre 1981 e 1995, mas depois do pico em 1995, houve uma diminuição de 48% na criminalidade comparada a 2007/08. O serviço prisional britânico, parte do Ministério da Justiça, administra a maior parte das prisões na Inglaterra e País de Gales.

### Relações internacionais

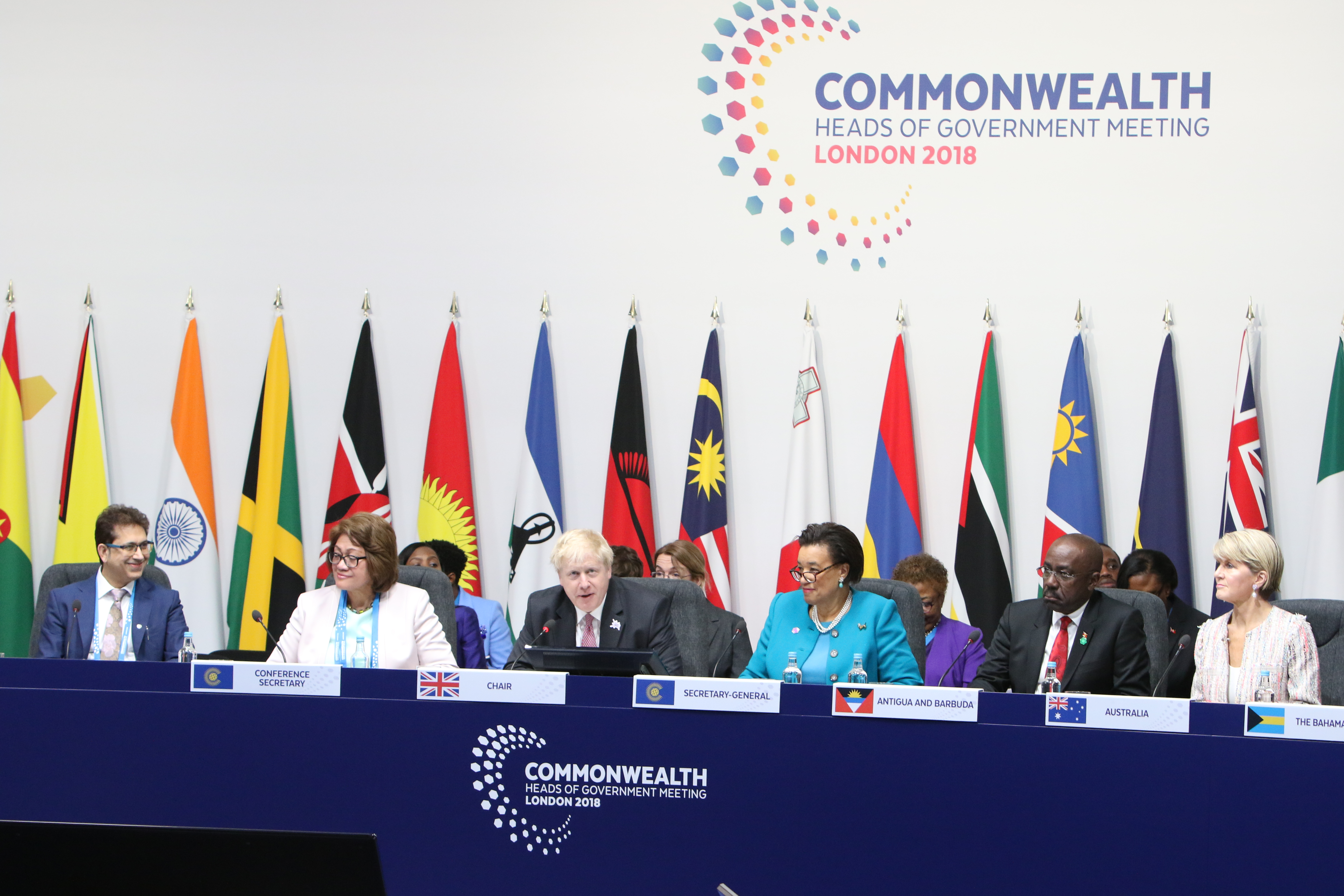
Encontros de líderes da Commonwealth em Londres, 2018

O Reino Unido é membro permanente do Conselho de Segurança das Nações Unidas, membro da Comunidade Britânica de Nações (Commonwealth), do G8, G7, G20, Organização do Tratado do Atlântico Norte (OTAN), Organização para a Cooperação e Desenvolvimento Econômico (OCDE), Organização Mundial do Comércio (OMC), Conselho da Europa, Organização para a Segurança e Cooperação na Europa (OSCE). O Reino Unido coloca uma ênfase particular sobre a sua "relação especial" com os Estados Unidos.
Outros aliados britânicos incluem a União Europeia e os membros da OTAN, os países da Commonwealth e outros, como o Japão. A presença global da Grã-Bretanha e sua influência é ainda mais ampliada por meio de suas relações comerciais, a assistência oficial ao desenvolvimento, e suas forças armadas, que mantêm cerca de oitenta instalações militares e outras implantações em todo o mundo.

### Forças armadas
|                                                                                     |  |                                                                    |
| O míssil UGM-133 Trident II sendo lançado de um submarino da Marinha do Reino Unido |  | Caças F-35 da Força Aérea Real e da Força Aérea dos Estados Unidos |

De acordo com várias fontes, incluindo o Ministério da Defesa, o Reino Unido tem a terceira ou quarta maior despesa militar do mundo, apesar de ter apenas a 25ª maior forças armadas por número de tropas. O total de gastos com a defesa é atualmente responsável por 2,5% do total do PIB do país. O Exército Britânico, a Marinha Real Britânica e a Força Aérea Real Britânica formam as forças armadas britânicas. As três forças são geridas pelo Ministério da Defesa e controladas pelo Conselho de Defesa, presidido pelo Secretário de Estado da Defesa.
O Reino Unido possui as maiores força aérea e marinha da Europa e as segundas maiores da OTAN. A Marinha Real é uma das três maiores marinhas de guerra do mundo, juntamente com a Marinha Francesa e a Marinha dos Estados Unidos. O Ministério da Defesa assinou, em 3 julho de 2008, contratos no valor de 3,2 bilhões de libras esterlinas para construir dois novos superporta-aviões.
As forças armadas britânicas são responsáveis pela proteção do Reino Unido e dos seus territórios ultramarinos, promovendo os interesses globais, a segurança e o apoio aos esforços de paz internacionais do país. Elas são participantes ativas e regulares na OTAN, no Corpo Aliado de Reação Rápida, bem como nos Cinco Acordos de Força de Defesa, RIMPAC e outras operações de coalizão mundial. Guarnições do ultramar e instalações militares são mantidas na Alemanha, Ascensão, Belize, Brunei, Canadá, Catar Chipre, Diego Garcia, Malvinas, Gibraltar e Quênia.
Apesar das capacidades militares do Reino Unido, a recente política de defesa pragmática tem um pressuposto afirmando que "as operações mais exigentes" seriam realizadas como parte de uma coalizão. Deixando de lado as intervenções em Serra Leoa, Bósnia, Kosovo, Afeganistão e Iraque. A última guerra na qual os militares britânicos lutaram sozinhos foi a Guerra das Malvinas contra a Argentina em 1982, em que foram vitoriosos.

## Subdivisões

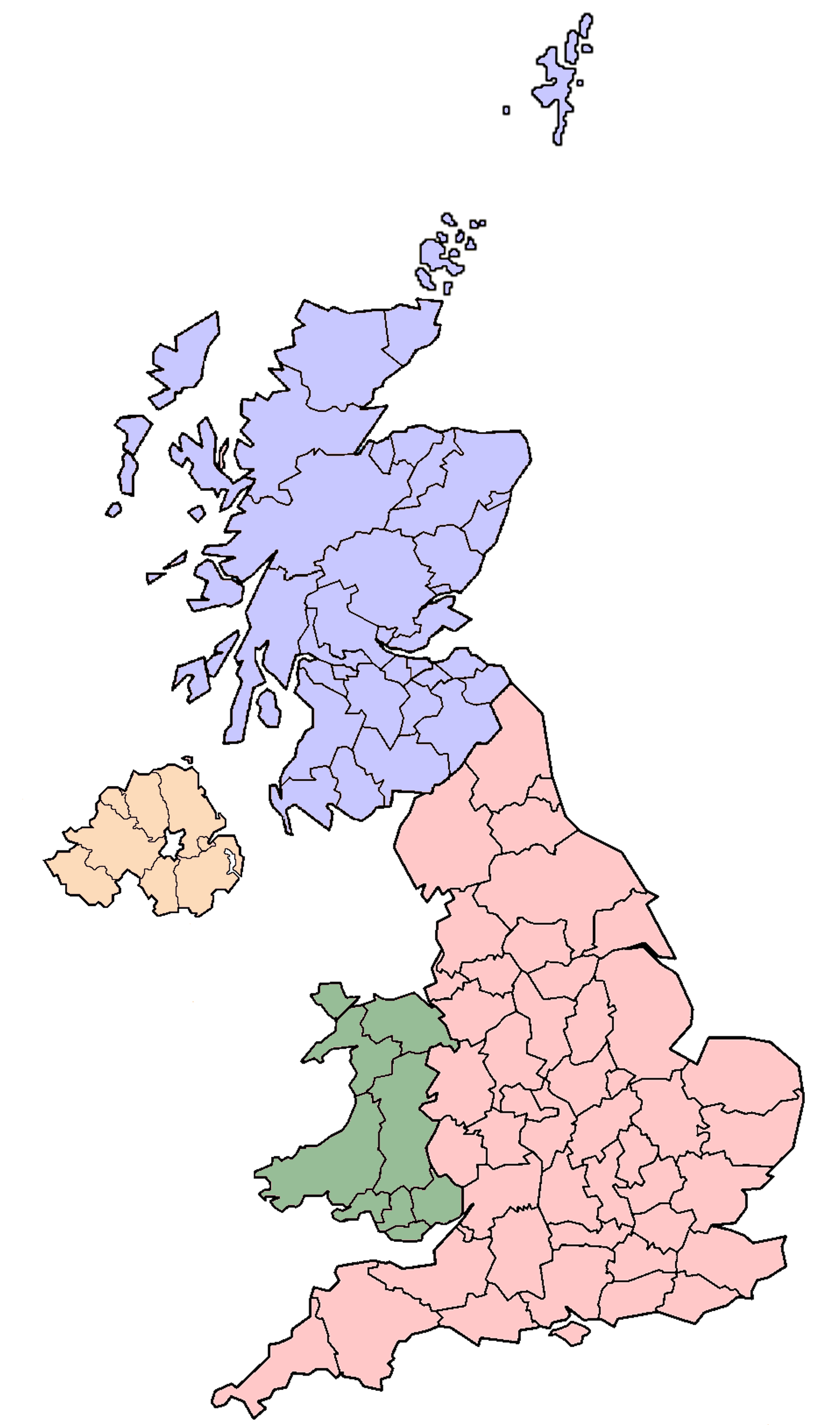
A organização territorial do Reino Unido é complexa e muito variada, sendo que cada país constituinte tem seu próprio sistema de demarcação geográfica e administrativa.
Condados cerimoniais da Inglaterra
Distritos da Irlanda do Norte
Condados da Escócia
Condados preservados do País de Gales

A história da administração local no Reino Unido é marcada por pouca mudança no regime que precedeu a União até o século XIX e a partir daí houve uma constante evolução do papel e da função dos governos locais. As mudanças não ocorrem nos diferentes países do Reino Unido de modo uniforme e com a delegação de poder para os governos locais da Escócia, País de Gales e Irlanda do Norte significa que é pouco provável que as próximas alterações sejam também uniformes.
A organização do governo local na Inglaterra é complexo, com a distribuição das funções variando de acordo com as tradições locais. A legislação relativa à administração local, na Inglaterra, é decidida pelo parlamento do Reino Unido e o Governo do Reino Unido, porque a Inglaterra não tem o seu próprio parlamento. O referendo que ocorreu na Grande Londres em 1998 revelou que a maioria da população era a favor sobre ter uma assembleia e um prefeito eleitos diretamente, e esperava-se que outras regiões também tivessem suas próprias assembleias regionais também eleitas diretamente. Entretanto, a rejeição através de um referendo em 2004 sobre a proposta de uma assembleia no Nordeste da Inglaterra e desde então essa ideia não foi para frente. Abaixo do nível regional, Londres é constituída por 32 boroughs e o resto da Inglaterra tem conselhos municipais e conselhos distritais.
O Governo local na Irlanda do Norte está organizado em 26 distritos. Os conselhos distritais não exercem a mesma gama de funções como no resto do Reino Unido com poderes limitados a serviços como coleta do lixo, controle de cães, e manter parques e cemitérios. Entretanto, em 13 de março de 2008, o Poder Executivo chegou a um acordo sobre as propostas para criar 11 novos conselhos para substituir o sistema atual e as próximas eleições locais vão ser adiadas até 2011 para facilitar esse processo.
O Governo Municipal na Escócia divide-se em 32 áreas municipais, com grande variação em dimensão e população. As cidades de Glasgow, Edimburgo, Aberdeen e Dundee são distintas áreas municipais assim como também Highland Council, que inclui um terço da área da Escócia, mas um pouco mais de 200 000 pessoas. O poder outorgado às autoridades locais é administrado por conselheiros eleitos, atualmente 1222 que recebem um salário de meio-período. Eleições são realizadas através de voto único e transferível em zonas que elegem de três a quatro vereadores. Cada município elege um Provost ou Convenor (expressão escocesa para "Presidente do conselho") para presidir as reuniões do conselho e de agir como um líder para a área.
O Governo local no País de Gales consiste em 22 autoridades locais, incluindo as cidades de Cardiff, Swansea e Newport, que são autoridades unitárias separadas, por direito próprio.

### Dependências

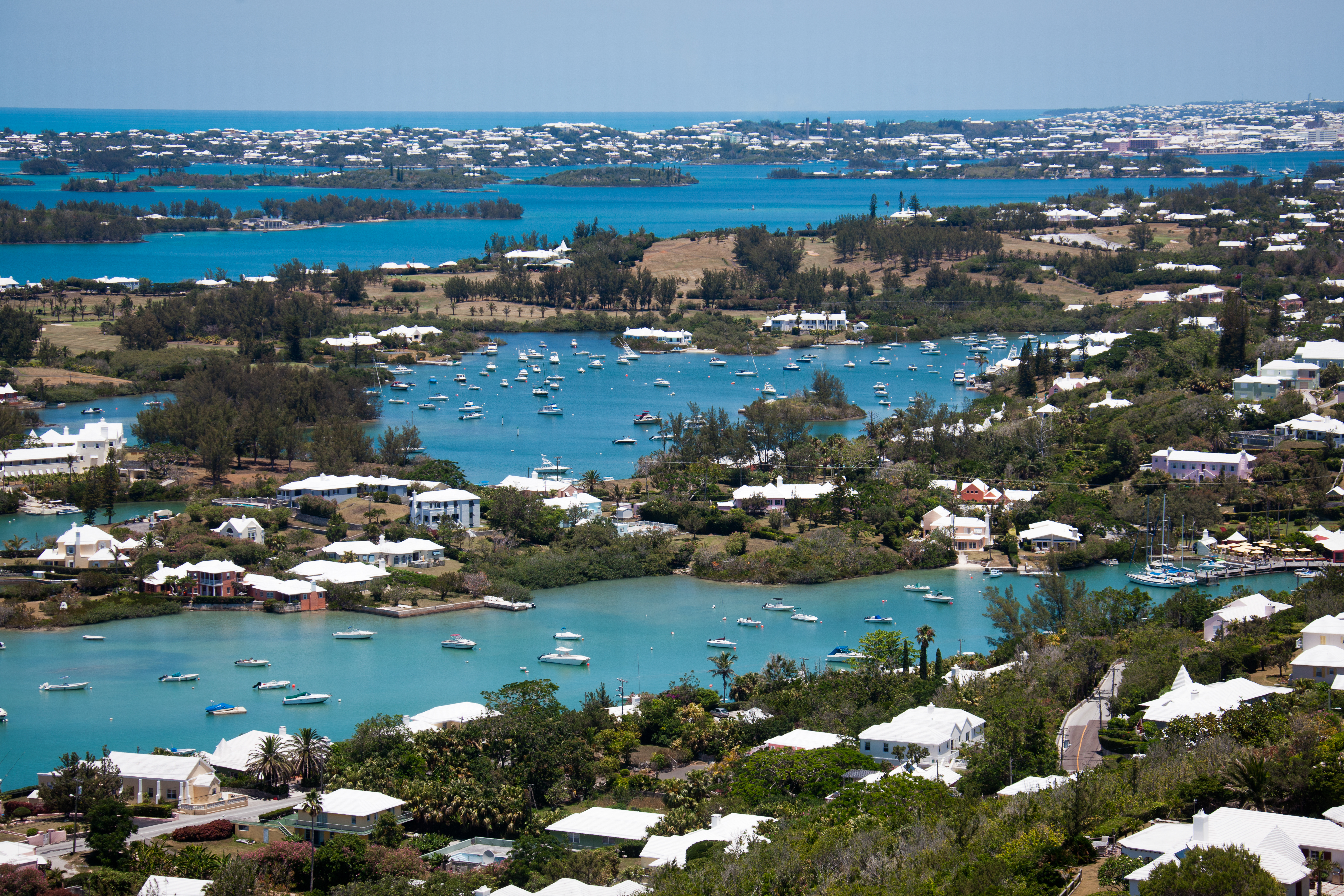
Panorama do arquipélago das Bermudas, um território britânico ultramarino localizado no Atlântico, próximo ao litoral dos Estados Unidos

O Reino Unido tem soberania sobre dezessete territórios que não fazem parte do próprio Reino Unido, 14 territórios britânicos ultramarinos e três dependências da Coroa.
Os quatorze territórios britânicos ultramarinos são Anguilla; Bermudas; o Território Antártico Britânico; o Território Britânico do Oceano Índico; as Ilhas Virgens Britânicas; Ilhas Cayman; Ilhas Falkland; Gibraltar; Montserrat; Santa Helena, Ascensão e Tristão da Cunha; Turks e Caicos; Ilhas Pitcairn, Ilhas Geórgia do Sul e Sandwich do Sul; e as Zonas de soberania sobre Chipre. A reivindicações britânicas na Antártida não são universalmente reconhecidas. Juntos, os territórios ultramarinos do Reino Unido abrangem uma superfície aproximada de 1 728 000 km² e uma população de aproximadamente 260 000 pessoas. Eles são remanescentes do Império Britânico; vários fizeram votações para permanecer como territórios britânicos.
As dependências da Coroa do Reino Unido são possessões da Coroa, em oposição aos territórios ultramarinos do Reino Unido. Compreendem as Ilhas do Canal (com os dois Bailiados de Jersey e de Guernsey) e a Ilha de Man. Suas jurisdições são administradas de maneira independente e seus territórios não fazem parte do Reino Unido, embora o governo do Reino Unido gerencie suas relações estrangeiras e sua defesa e o Parlamento do Reino Unido tenha a autoridade para legislar em seu nome. No entanto, o poder de aprovar leis que afetam as ilhas, em última análise, recai sobre as suas próprias respectivas assembleias legislativas, com o consentimento da Coroa.

## Economia

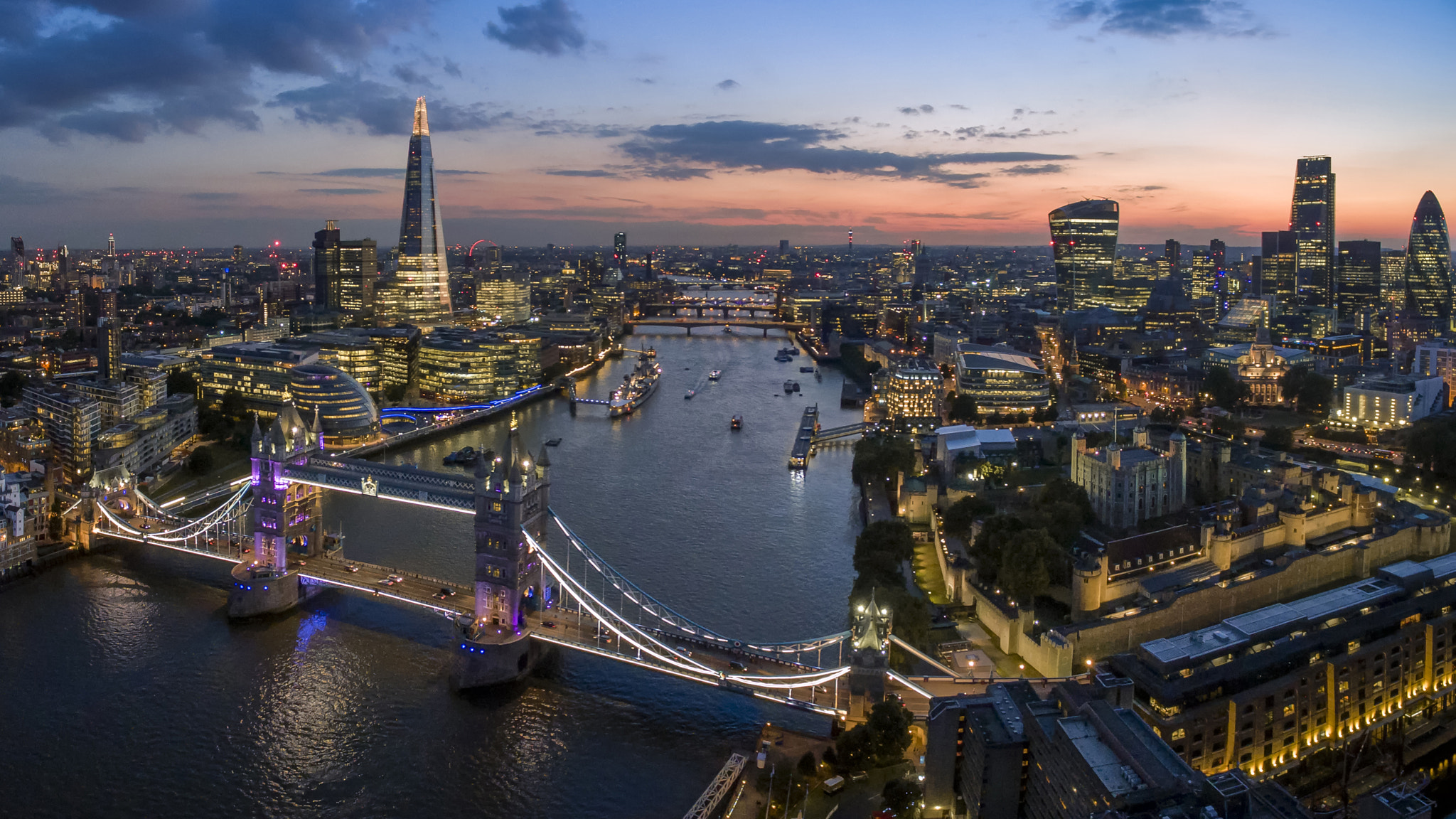
The Shard e arranha-céus na Cidade de Londres ao fundo, o maior centro financeiro da Europa e um dos três maiores do planeta, ao lado de Nova Iorque e Tóquio

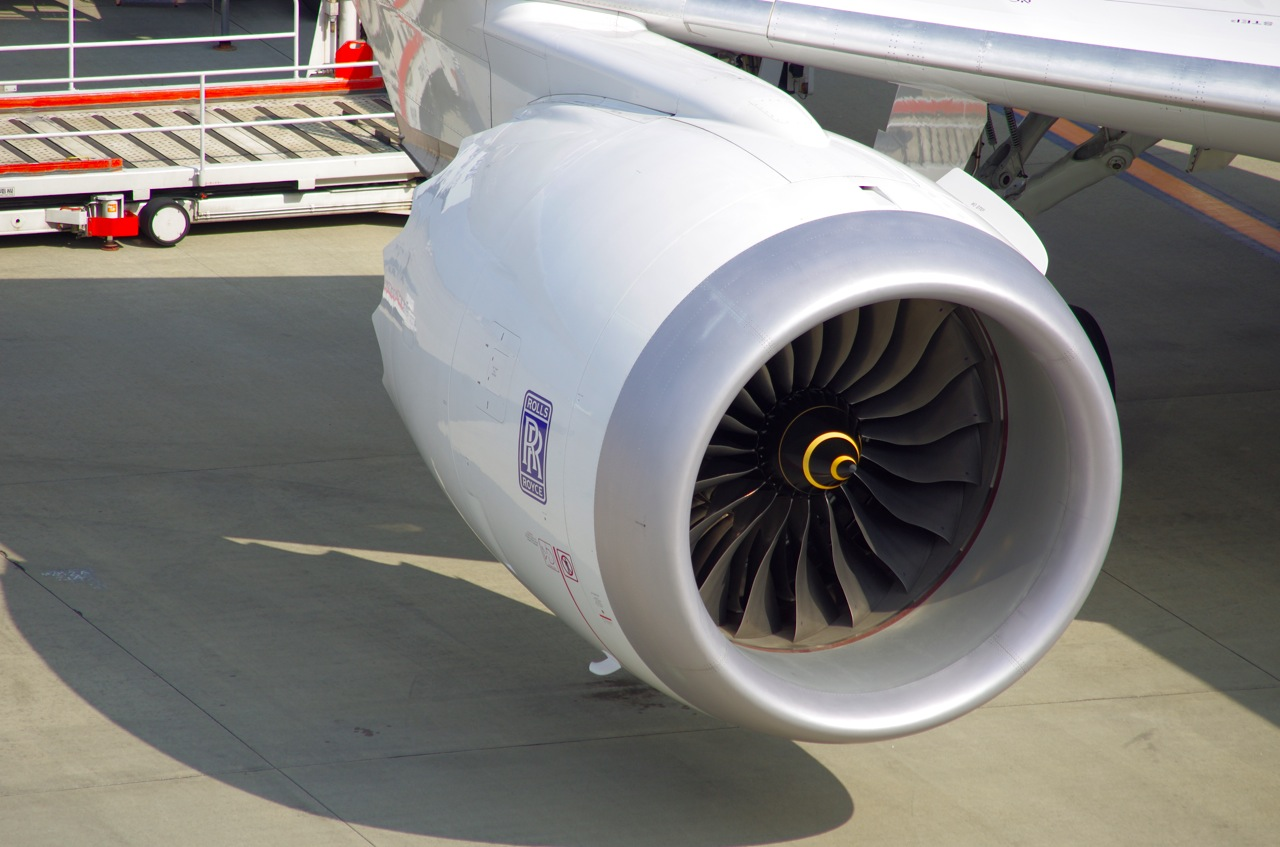
Trent 1000, um turbofan fabricado pela empresa britânica Rolls-Royce para aeronaves Airbus A350

Principais produtos de exportação do Reino Unido em 2019

O Reino Unido tem uma economia de mercado parcialmente regulada. O Reino Unido é hoje a quinta maior economia do mundo e a terceira maior da Europa, depois da Alemanha e da França, tendo caído atrás da França em 2008, pela primeira vez em mais de uma década. O HM Treasury, liderado pelo Chanceler do Tesouro, é o responsável pelo desenvolvimento e pela execução da política do governo britânico para as finanças públicas e a economia. O Banco da Inglaterra é o banco central do Reino Unido e é responsável pela emissão de moeda da nação, a libra esterlina. Os bancos na Escócia e na Irlanda do Norte têm o direito de emitir suas próprias notas. A libra esterlina é a terceira maior moeda de reserva mundial, depois do dólar americano e do euro. Desde 1997, o Comitê de Política Monetária do banco da Inglaterra, presidido pelo Governador do Banco de Inglaterra, tem sido responsável pela fixação das taxas de juros no nível necessário para atingir a meta de inflação para a economia global que é definida pelo Chanceler anualmente.
No último trimestre de 2008, a economia do Reino Unido entrou oficialmente em recessão pela primeira vez desde 1991. O desemprego aumentou de 5,2% em maio de 2008 para 7,6% em maio de 2009 e em janeiro de 2011 a taxa de desemprego entre pessoas entre 18 e 24 anos de idade subiu de 11,9% para 20,3%, a maior desde que os registros atuais começou em 1992. A dívida total do governo do Reino Unido subiu de 44,5% do PIB em dezembro de 2007 para 76,1% do PIB em dezembro de 2010.
O setor de serviços do Reino Unido corresponde a cerca de 73% do PIB do país. Londres é um dos três "centros de comando" da economia global (ao lado de Nova Iorque e Tóquio) e é o maior centro financeiro do mundo ao lado de Nova Iorque, e possui o maior PIB urbano da Europa. Edimburgo é também um dos maiores centros financeiros da Europa.
O turismo é muito importante para a economia britânica e, com mais de 27 milhões de turistas em 2004, o país é classificado como o sexto maior destino turístico do mundo e Londres recebe o maior número de visitantes internacionais do que qualquer outra cidade do mundo. As indústrias criativas responsáveis por 7% do VAB em 2005 e cresceu a uma média de 6% ao ano entre 1997 e 2005.
A Revolução Industrial começou no Reino Unido com uma concentração inicial na indústria têxtil, seguido por outras indústrias pesadas como a construção naval, mineração de carvão e a siderurgia.
O Império Britânico criou um mercado no exterior para os produtos do país, permitindo que o Reino Unido dominasse o comércio internacional no século XIX. Como outras nações industrializadas, juntamente com o declínio econômico depois das duas Guerras Mundiais, o Reino Unido começou a perder sua vantagem competitiva e a indústria pesada diminuiu, gradualmente, ao longo do século XX. A indústria continua a ser uma parte significativa da economia, mas representava apenas 16,7% da produção nacional em 2003.
A indústria automobilística é uma parte significativa do setor manufatureiro britânico e emprega mais de 800 mil pessoas, com um volume de negócios de cerca de 52 bilhões de libras esterlinas, gerando 26,6 bilhões de libras de exportações. A indústria aeroespacial do país é, dependendo do método de medição, a segunda ou terceira maior indústria aeroespacial nacional e tem um faturamento anual de cerca de 20 bilhões de libras. A indústria farmacêutica tem um papel importante na economia do Reino Unido e o país tem a terceira maior quota de pesquisa e desenvolvimento farmacêutico (depois dos Estados Unidos e Japão).
A linha de pobreza no Reino Unido é comumente definida como sendo 60% da renda familiar média. No período entre 2007 e 2008 13,5 milhões de pessoas, ou 22% da população, viviam abaixo dessa linha. No mesmo ano, 4 milhões de crianças, 31% do total, viviam em domicílios abaixo da linha de pobreza após os custos da habitação terem sido contados. Este é um decréscimo de 400 000 crianças desde 1998-1999. O Reino Unido importa 40% do abastecimento de alimentos que consome.
Em resultado da crise da habitação (escassez de habitação social, aumento acentuado das rendas e dos custos dos empréstimos), o número de pessoas sem abrigo tem vindo a aumentar há vários anos, em especial nas zonas rurais. Estima-se que o número seja superior a 300 000 em 2023, o que representa um aumento de quase 7% desde 2021.

## Infraestrutura

### Transportes

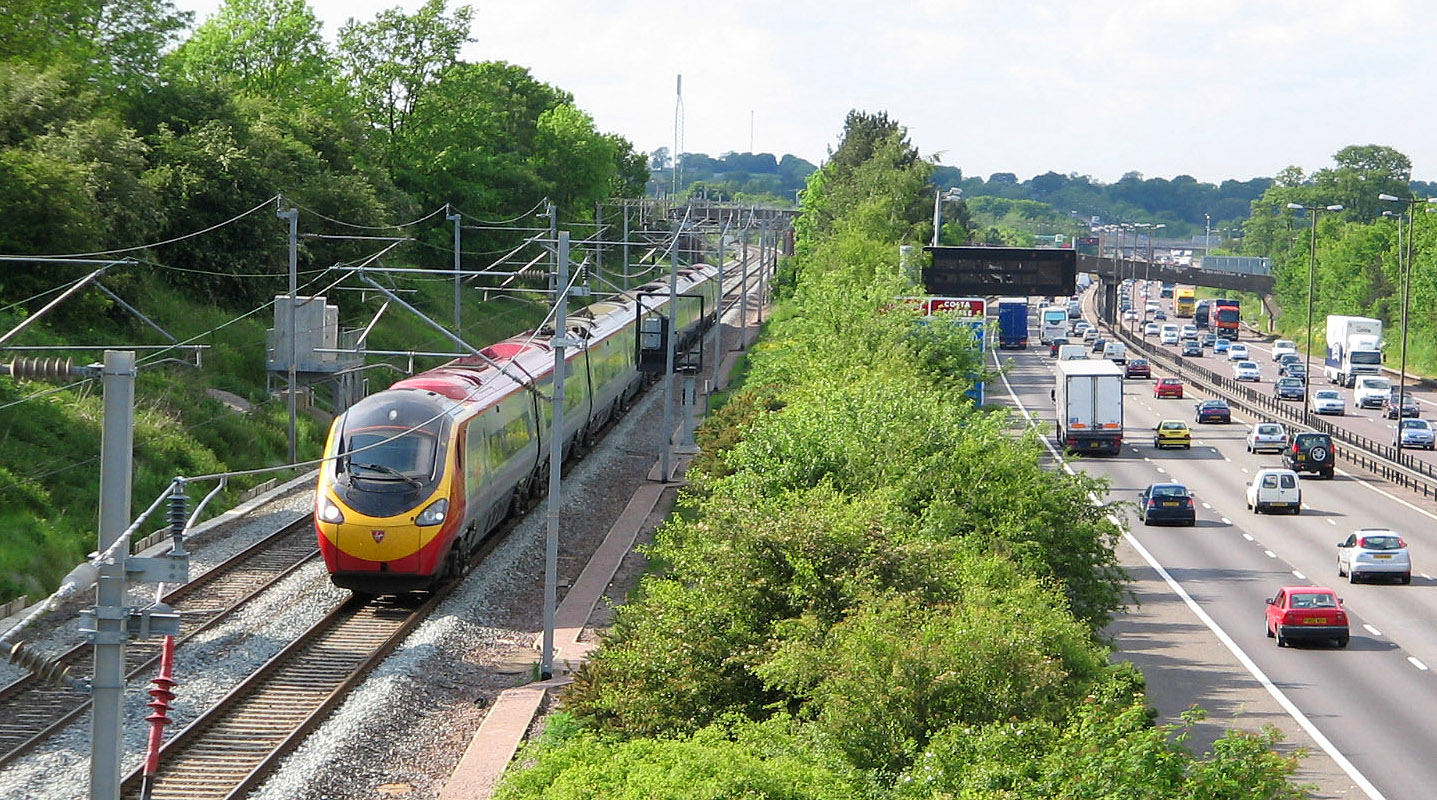
Ferrovia West Coast Main Line ao lado da estrada M1

Os sistemas de transporte do Reino Unido são de responsabilidade de cada país. O sistema inglês de transporte é de responsabilidade do Departamento Britânico de Transporte (que também é responsável por algumas questões de transporte na Escócia, País de Gales e Irlanda do Norte) com a Highways Agency sendo a agência executiva responsável pelas estradas e autoestradas na Inglaterra além da empresa privada M6 Toll. O Departamento de Transporte constatou que o congestionamento é um dos mais sérios problemas e que isso custaria aos cofres ingleses 22 bilhões de libras esterlinas em desperdício de tempo até 2025 se o problema não fosse resolvido. De acordo com o relatório Eddington de 2006, patrocinado pelo governo, o congestionamento põe em risco a economia, a menos que seja contida com a implementação de pedágios e a expansão da malha rodoviária.
O sistema de transporte escocês é de responsabilidade do Departamento de Empresas, Transportes e Educação Continuada do Governo Escocês com a Transport Scotland sendo a agência executiva que é subordinada ao Gabinete de Finanças e Desenvolvimento Sustentável para as estradas e linhas férreas escocesas. A rede férrea da Escócia tem aproximadamente 340 estações e 3 000 quilômetros de trilhos carregando mais de 62 milhões de passageiros todo ano.

Aeroporto de Heathrow, o mais movimentado do mundo em número de passageiros internacionais

Ao longo do Reino Unido, a malha viária é de 46 904 quilômetros de estradas principais com uma malha de autoestradas de 3 497 km. Tem ainda mais 213 750 km de estradas pavimentadas. A malha ferroviária é de 16 116 km na Grã-Bretanha e 303 km na Irlanda do Norte, carregando mais de 18 000 trens de passageiros e mil trens de carga diariamente. Redes férreas urbanas são bem desenvolvidas em Londres e outras cidades. Já houve mais de 48 000 km na malha férrea britânica, mas a maioria dela foi reduzida entre 1955 e 1975, muito disso depois de um relatório governamental de Richard Beeching na metade da década de 1960 (conhecido como o Machado de Beeching). Os atuais planos são de se construir novas linhas de alta velocidade em 2025.
O Aeroporto de Heathrow é o aeroporto mais movimentado do mundo em número de passageiros e, sendo um país insular, o Reino Unido tem um número considerável de portos marítimos.

### Educação

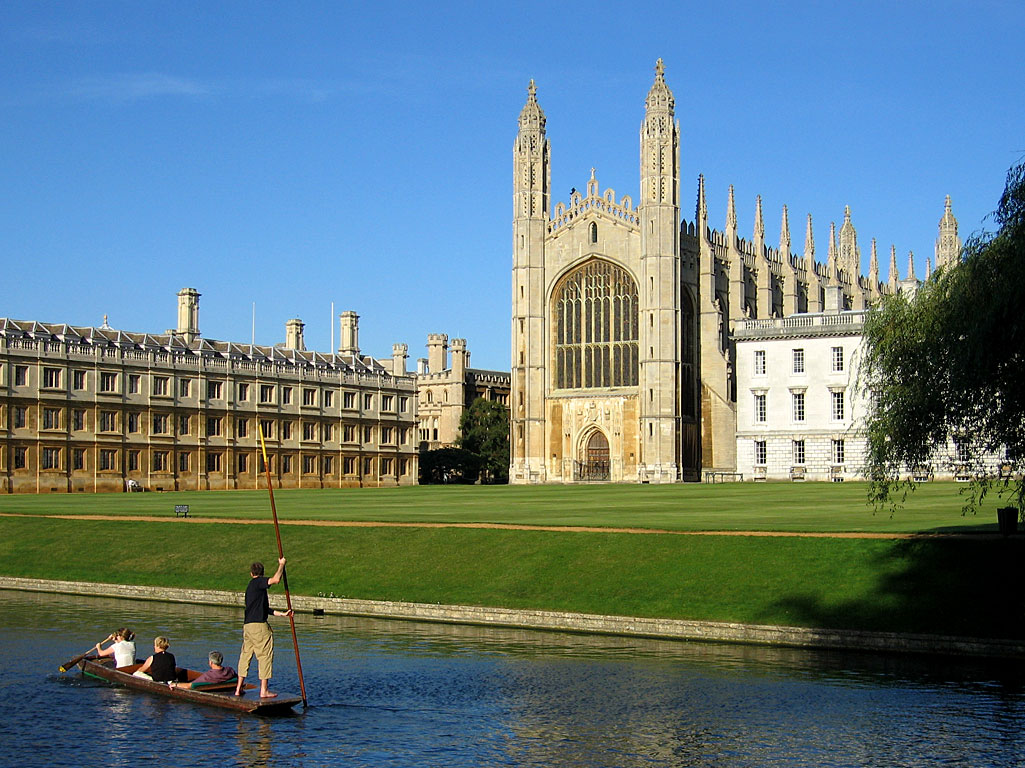
King’s College, parte da Universidade de Cambridge, Inglaterra

Cada país do Reino Unido tem um sistema educacional independente, sendo que o poder de cada um deles sobre temas educacionais locais foi devolvido aos governos da Escócia, País de Gales e Irlanda do Norte pelo Parlamento Britânico. A educação na Inglaterra é de responsabilidade da Secretaria Pública para a Criança, Escolas e Famílias e pela Secretaria Público para Inovação, Universidades e Habilidades, embora o cotidiano da administração e o financiamento das escolas públicas sejam de responsabilidade das Autoridades Locais para a Educação. A educação pública universal na Inglaterra e no País de Gales foi introduzida no nível primário em 1870 e no nível secundário em 1900. A educação é obrigatória dos cinco aos 16 anos de idade (15 se nascido no final de julho ou em agosto). A Inglaterra tem algumas das melhores universidades do mundo, como Cambridge, Oxford e Londres, classificadas entre as 20 melhores do planeta pelo World University Rankings de 2007, elaborado pela Times Higher Education. A maioria das crianças é educada nas escolas públicas, mas apenas uma pequena proporção delas atinge o mínimo de habilidade acadêmica exigido pelo governo. Mesmo com uma recente queda, a proporção de crianças na Inglaterra que frequentam escolas privadas ainda atinge mais que 7% do total de estudantes.

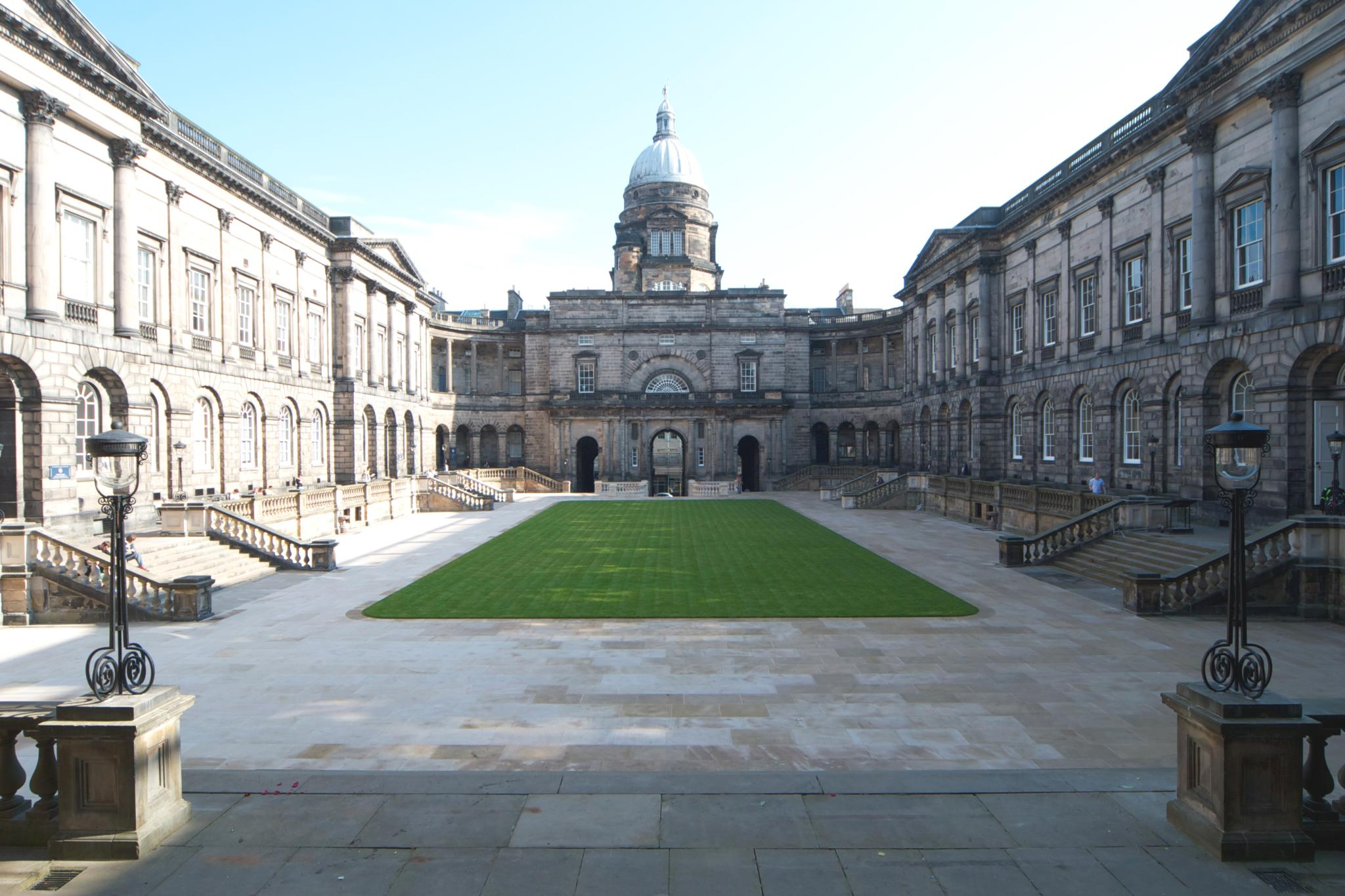
Universidade de Edimburgo, Escócia, fundada em 1583

Na Escócia o sistema educacional é de responsabilidade do Gabinete Secretário para Educação e Aprendizado, sendo a administração diária e o financiamento das escolas pública uma responsabilidade das autoridades locais. As qualificações na escola secundária e nível pós-secundário (educação suplementar) são fornecidas pela Autoridade Escocesa de Qualificação e representadas através de diversas escolas, colégio e outros centros educacionais. A primeira legislação escocesa sobre educação é de 1696. A proporção de crianças escocesas que frequentam escolas privadas é de apenas 4%, embora esse índice esteja crescendo, lentamente, nos últimos anos. Estudantes escoceses que vão para as universidades do país não pagam taxas escolares e nem taxas de graduação desde que elas foram abolidas em 2001 e 2008, respectivamente.
A Assembleia da Irlanda do Norte é responsável pelo sistema educacional, embora a responsabilidade a nível local seja administrada por cinco Conselhos de Educação que atendem diferentes regiões do país.
A Assembleia Nacional do País de Gales é responsável pela educação no país. Um grande número de estudantes galeses é educado, quando não inteiramente, em grande parte em língua galesa e aulas na língua local são obrigatórias para todos até os 16 anos. Existem planos de aumentar o número de escolas que ensinam o galês em um esforço de se ter um País de Gales totalmente bilíngue.

### Ciência e tecnologia

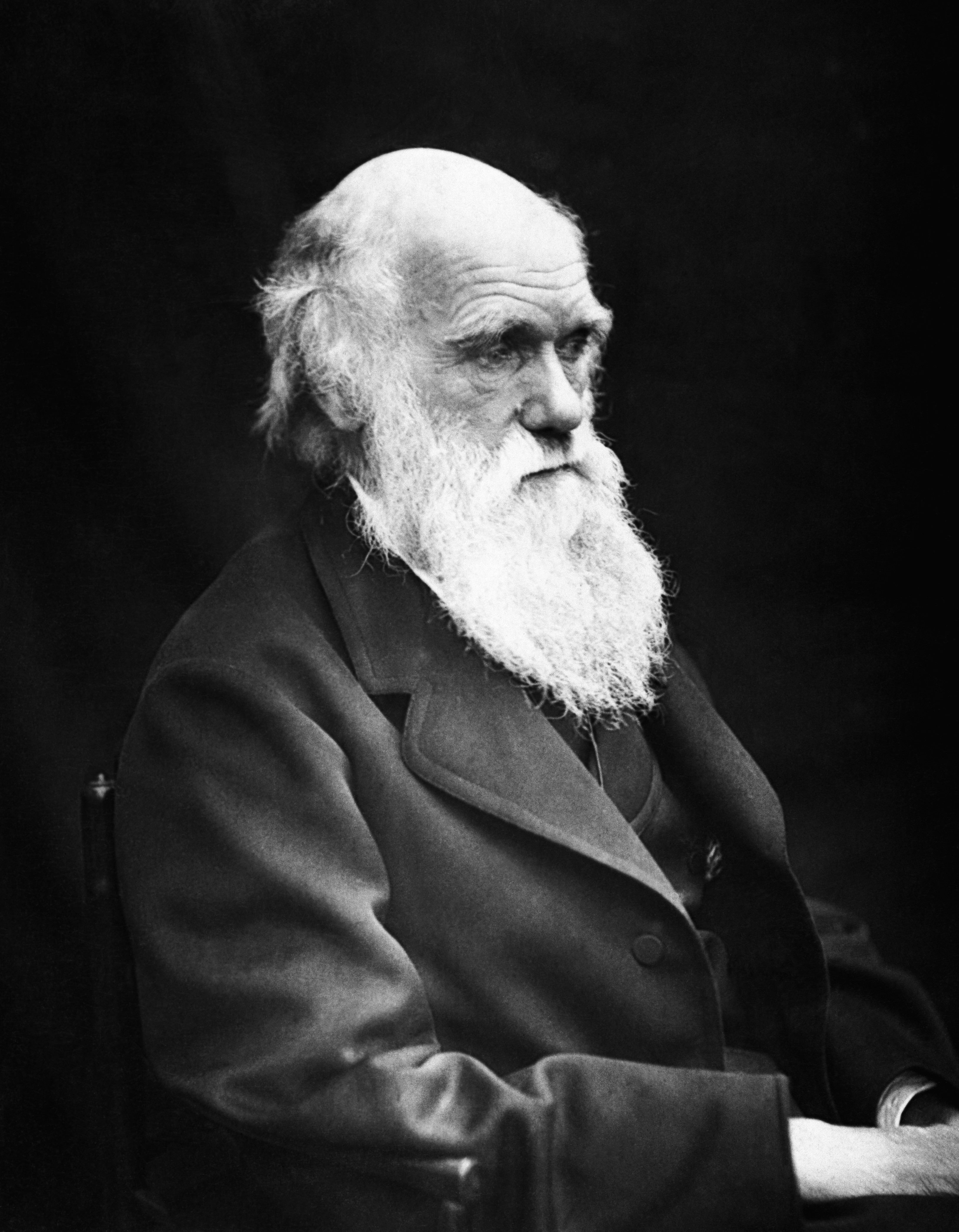
Charles Darwin (1809–82), cuja teoria da evolução por seleção natural foi fundamental para o desenvolvimento da biologia moderna

Inglaterra e Escócia foram os principais centros da Revolução Científica do século XVII e o Reino Unido liderou a Revolução Industrial do século XVIII, além de ter continuado a produzir cientistas e engenheiros creditados por avanços importantes. Entre os maiores teóricos britânicos dos séculos XVII e XVIII está Isaac Newton, cujas leis de movimento e iluminação da gravitação universal têm sido vistas como uma pedra angular da ciência moderna. Charles Darwin, no século XIX, formulou a teoria da evolução por seleção natural, que foi fundamental para o desenvolvimento da biologia moderna, e James Clerk Maxwell formulou a teoria eletromagnética clássica. Mais recentemente, Stephen Hawking, que tem avançado teorias importantes nos campos da cosmologia, gravitação quântica e pesquisa sobre buracos negros.
As principais descobertas científicas da do século XVIII incluem o hidrogênio por Henry Cavendish, no século XX a  penicilina, por Alexander Fleming, e a estrutura do DNA, por Francis Crick e outros. Entre os principais projetos de engenharia criados por pessoas do Reino Unido no século XVIII estão a locomotiva a vapor, desenvolvida por Richard Trevithick e Andrew Vivian. No século XIX, o motor elétrico, por Michael Faraday; a lâmpada incandescente, por Joseph Swan e o primeiro telefone viável, patenteado por Alexander Graham Bell. No século XX, a primeira televisão do mundo, criada por John Logie Baird e outros; o motor a jato, inventado por Frank Whittle; a base do computador moderno, por Alan Turing, e a World Wide Web, por Tim Berners-Lee.
A pesquisa científica e o desenvolvimento continuam a ser importante nas universidades britânicas, sendo que muitas estabeleceram parques científicos para facilitar a produção e cooperação com a indústria. Entre 2004 e 2008, o Reino Unido produziu 7% dos trabalhos de pesquisa científica do mundo e teve uma participação de 8% em citações científicas, terceira e segunda colocações mais altas do mundo, respectivamente (depois de Estados Unidos e China). Entre as revistas científicas produzidas no Reino Unido estão Nature, British Medical Journal e The Lancet.

### Saúde

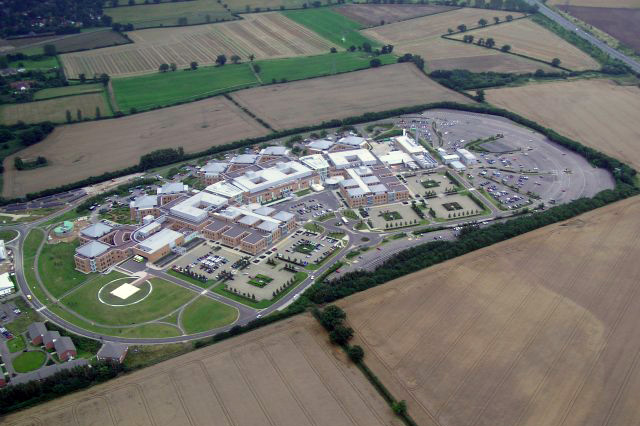
Norfolk and Norwich University Hospital, um hospital associado ao Serviço Nacional de Saúde (NHS) localizado em Norwich, Inglaterra

O sistema de saúde no Reino Unido é descentralizado e cada país tem seu próprio sistema privado e com financiamento público, juntamente com tratamentos alternativos, holísticos e complementares. A saúde pública é fornecida a todos os residentes do Reino Unido e é permanente e gratuita, paga pelos impostos gerais. A responsabilidade política e operacional dos sistemas de assistência médica britânicos encontra-se sob quatro governos executivos nacionais; a saúde na Inglaterra é de responsabilidade do Governo de Sua Majestade; na Irlanda do Norte é de responsabilidade do poder executivo do país; na Escócia é de responsabilidade do governo escocês; e no País de Gales é de responsabilidade do governo galês. Cada National Health Service (Serviço Nacional de Saúde) tem políticas e prioridades diferentes, resultando em diferenças entre os países do Reino Unido. No entanto, organizações reguladoras abrangem todo o território britânico, como o General Medical Council e o Nursing and Midwifery Council, além de instituições não governamentais, como Royal Colleges.
Em 2000, a Organização Mundial da Saúde (OMS), classificou o sistema de assistência médica em geral no Reino Unido como o 15º melhor da Europa e o 18º melhor do mundo. Desde 1979, a despesa com a saúde pública aumentou de forma significativa. O Reino Unido gasta cerca de 8,4% do seu produto interno bruto em saúde, que é de 0,5% abaixo da média da Organização para a Cooperação e Desenvolvimento Econômico (OCDE).

### Energia

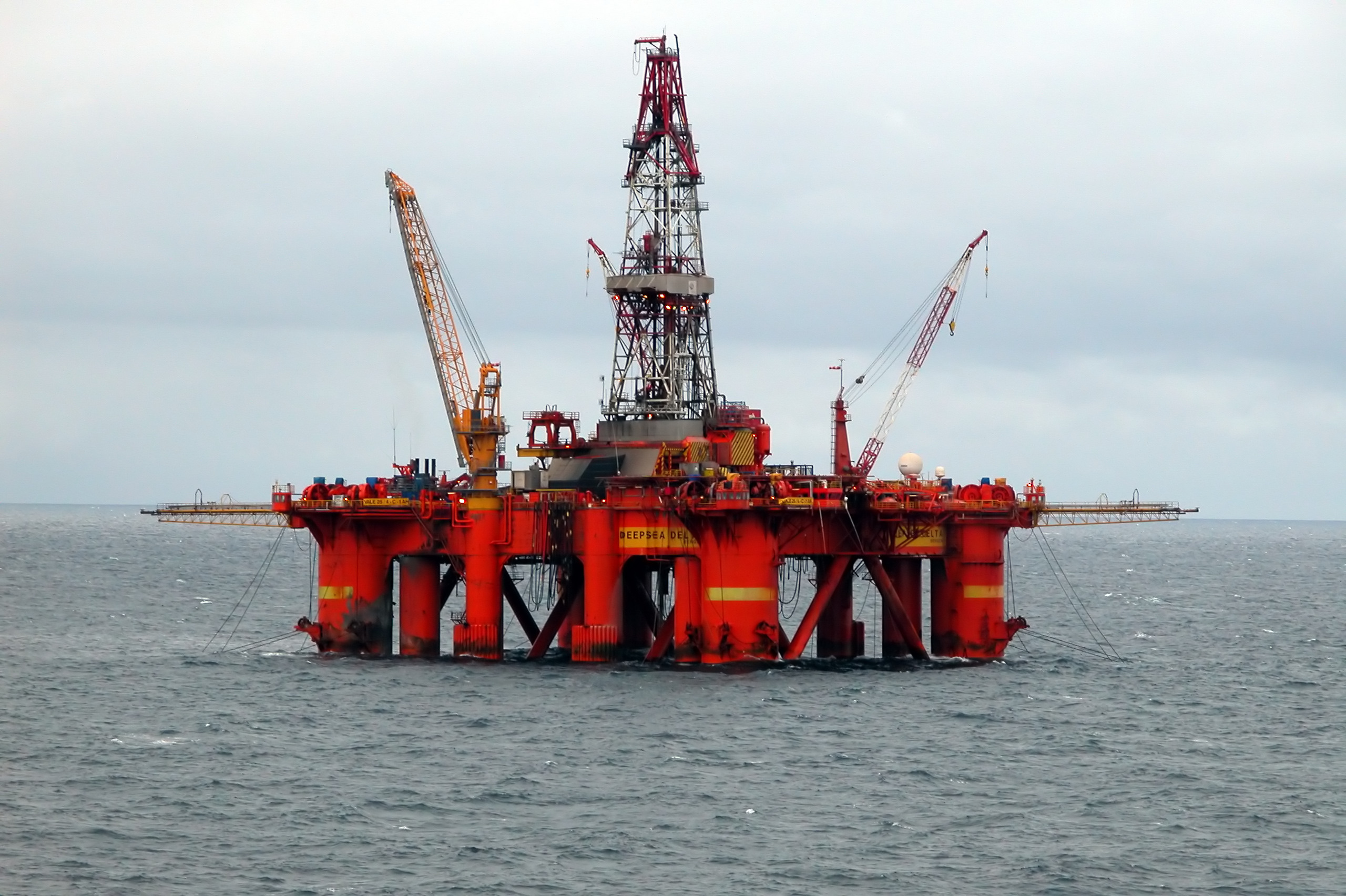
As reservas de petróleo e gás natural do mar do Norte suprem a maior parte das necessidades energéticas do Reino Unido

Em 2006, o Reino Unido foi o 9º maior consumidor e o 15º maior produtor de energia do mundo. Em 2007, o Reino Unido teve uma produção total de energia de 9,5 quatrilhões de BTUs, sendo que seus componentes foram o petróleo (38%), gás natural (36%), carvão (13%), nuclear (11%) e outras energias renováveis (2%). Em 2009, o Reino Unido produziu 1,5 milhões de barris de petróleo por dia (bbl/d) e consumiu 1,7 milhões de bbl/d. A produção petrolífera está em declínio e o Reino Unido tem sido um importador líquido de petróleo desde 2005. Em 2010, o Reino Unido tinha cerca de 3,1 bilhões de barris de reservas comprovadas de petróleo bruto.
Em 2009, o Reino Unido foi o 13º maior produtor de gás natural do mundo e o maior produtor da UE. A produção está em declínio e o Reino Unido tem sido um importador líquido de gás natural desde 2004. Em 2009, o Reino Unido produziu 19,7 milhões de toneladas de carvão e consumiu 60,2 milhões de toneladas. Em 2005, tinha reservas comprovadas de 171 milhões de toneladas de carvão. Estima-se que as áreas identificadas em terra têm o potencial de produzir entre 7 000 milhões de toneladas e 16 bilhões de toneladas de carvão por meio da gaseificação de carvão subterrâneo (UCG). Com base no consumo atual de carvão do Reino Unido, estes volumes representam reservas que podem durar entre 200 e 400 anos.
Uma série de grandes companhias de energia têm sede no Reino Unido, incluindo duas das seis grandes empresas petrolíferas internacionais - a BP e a Royal Dutch Shell - e BG Group.
Em 2021, o Reino Unido tinha, em energia elétrica renovável instalada, 4 793 MW em energia hidroelétrica (39º maior do mundo), 27 130 MW em energia eólica (6º maior do mundo), 13 689 MW em energia solar (13º maior do mundo), e 5 418 MW em biomassa.

## Cultura
A cultura do Reino Unido tem sido influenciada por vários fatores, como o fato do país ser uma nação-ilha, a sua história como uma democracia liberal ocidental e como uma grande potência; além de ser uma união política de quatro países com elementos e tradições, costumes e simbolismos distintos. Como resultado do Império Britânico, a influência do Reino Unido pode ser vista no idioma, na cultura e nos sistemas legais de muitas de suas antigas colônias, como Austrália, Canadá, Índia, Irlanda, Nova Zelândia, África do Sul e Estados Unidos. A influência cultural substancial do Reino Unido a levou a ser descrito como uma "superpotência cultural".

### Teatro

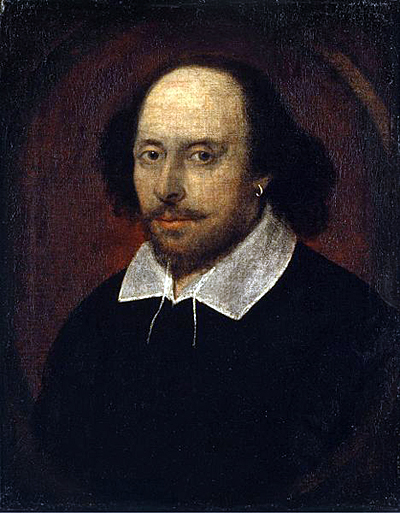
O Retrato de Chandos, que acredita-se ser William Shakespeare

Desde sua formação em 1707, o Reino Unido tem uma vibrante tradição teatral, principalmente do que herdou de Inglaterra e Escócia. Já no século XVII, o inglês William Shakespeare produzia peças teatrais que seriam posteriormente traduzidas para cada um dos idiomas vivos do mundo e que são reproduzidas mais frequentemente do que as escritas por qualquer outro dramaturgo. Shakespeare é amplamente considerado o maior dramaturgo de todos os tempos e o trabalho de seus contemporâneos, como Christopher Marlowe e Ben Jonson, também foi reconhecido.
O grande impulso, no entanto, veio no final do século XIX, quando peças dos irlandeses George Bernard Shaw e Oscar Wilde foram postas em cartaz em Londres e influenciaram o teatro inglês, revitalizando-o. O Royal Shakespeare Theatre foi inaugurado na cidade natal de Shakespeare, Stratford-upon-Avon, em 1879, onde também a Royal Shakespeare Company opera, produzindo principalmente, mas não exclusivamente, as peças de Shakespeare. Herbert Beerbohm Tree fundou a Royal Academy of Dramatic Art, em 1904. Nessa época o produtor Richard D' Oyly Carte reuniu o libretista W. S. Gilbert e o compositor Arthur Sullivan e nutriu uma colaboração entre eles. Entre as óperas cômicas mais conhecidas de Gilbert e Sullivan estão H.M.S. Pinafore, The Pirates of Penzance e The Mikado. Carte também construiu o Savoy Theatre em West End, Londres, em 1881, para apresentar os seus trabalhos conjuntos e, através do inventor da luz elétrica, Sir Joseph Swan, o Savoy foi o primeiro teatro e a primeira construção pública do mundo a ser iluminada totalmente por eletricidade.
A região de West End, em Londres, é a principal zona de teatros britânica. O Teatro Drury Lane, em West End, remonta a meados do século XVII, tornando-o o teatro mais antigo de Londres. Com sua estreia profissional no Teatro Garrick, em West End, em 1911, o dramaturgo, compositor e ator Noël Coward teve uma carreira de mais de 50 anos, no qual escreveu muitas óperas cômicas e mais de uma dúzia de obras de teatro musical. Atualmente, a região de West End tem um grande número de teatros, particularmente centrados na Avenida Shaftesbury. Andrew Lloyd Webber, um compositor prolífico de teatro musical no século XX, tem sido referido como "o compositor de maior sucesso comercial da história". Entre seus musicais estão O Fantasma da Ópera (musical de 1986), Cats, Jesus Christ Superstar e Evita, que têm dominado West End por anos e alcançaram a Broadway, em Nova Iorque, além de adaptações cinematográficas. Lloyd Webber já trabalhou com o produtor Cameron Mackintosh, o letrista Tim Rice e a atriz e cantora Sarah Brightman, além Elaine Paige, que estrelou seus musicais originalmente e, com o sucesso contínuo, tornou-se conhecida como a Primeira Dama do Teatro Musical Britânico. Entre os dramaturgos modernos britânicos mais importantes estão o ganhador do Prêmio Nobel Harold Pinter, além de Tom Stoppard, Alan Ayckbourn, John Osborne, Michael Frayn e Arnold Wesker, que combinam elementos do surrealismo, realismo e radicalismo.

### Literatura

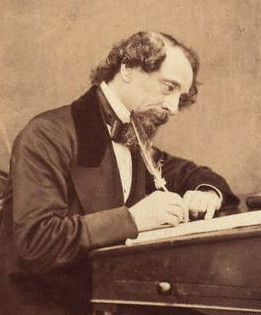
Uma fotografia do romancista vitoriano Charles Dickens

A literatura britânica refere-se à literatura associada com Reino Unido, Ilha de Man e Ilhas do Canal. A maior parte da literatura britânica está escrita em inglês. Em 2005, cerca de 206 mil livros foram publicados no país e em 2006 a nação foi a maior editora de livros do mundo. Além de William Shakespeare, amplamente considerado o maior dramaturgo de todos os tempos, outros notáveis  escritores ingleses pré-modernos e modernos incluem Geoffrey Chaucer (século XIV), Thomas Malory (século XV), Sir Thomas More (século XVI), John Bunyan (século XVII) e John Milton (século XVII). No século XVIII, Daniel Defoe (autor de Robinson Crusoé) e Samuel Richardson foram os pioneiros do romance moderno. No século XIX, seguiu-se outra inovação por Jane Austen, a escritora gótica Mary Shelley, o escritor infantil Lewis Carroll, as irmãs Brontë, o ativista social Charles Dickens, o naturalista Thomas Hardy, o realista George Eliot, o poeta William Blake e o poeta romântico William Wordsworth. Escritores ingleses do século XX incluem o romancista de ficção científica H. G. Wells; os escritores clássicos infantis Rudyard Kipling, A. A. Milne (o criador de Ursinho Pooh), Roald Dahl e Enid Blyton; o controverso D. H. Lawrence, a modernista Virginia Woolf; a satirista Evelyn Waugh; o romancista profético George Orwell; os romancistas populares W. Somerset Maugham e Graham Greene; a escritora de policiais Agatha Christie (a romancista best-seller de todos os tempos); Ian Fleming (o criador de James Bond); os poetas T. S. Eliot, Philip Larkin e Ted Hughes; os escritos de fantasia de J. R. R. Tolkien, C. S. Lewis e J. K. Rowling; o romancista gráfico Alan Moore, cujo romance Watchmen é frequentemente citado pelos críticos como o melhor e mais bem vendido romance gráfico já publicado.
A literatura escocesa inclui o escritor Arthur Conan Doyle (criador de Sherlock Holmes), a literatura romântica de Sir Walter Scott, o escritor infantil J. M. Barrie, as aventuras épicas de Robert Louis Stevenson e o célebre poeta Robert Burns. Mais recentemente, o modernista e nacionalista Hugh MacDiarmid e Neil M. Gunn contribuíram para a "renascença literária escocesa". A perspectiva mais sombria é encontrada em histórias de Ian Rankin e no horror psicológico horror/comédia de Iain Banks. A capital da Escócia, Edimburgo, foi a primeira cidade Cidade da Literatura da UNESCO.
Autores de outras nacionalidades, principalmente de países da Commonwealth, como a República da Irlanda e os Estados Unidos, viveram e trabalharam no Reino Unido. Entre os exemplos significativos através dos séculos estão Jonathan Swift, Oscar Wilde, Bram Stoker, George Bernard Shaw, Joseph Conrad, T. S. Eliot, Ezra Pound e, mais recentemente, autores britânicos nascidos no estrangeiro, como Kazuo Ishiguro e Sir Salman Rushdie.

### Música

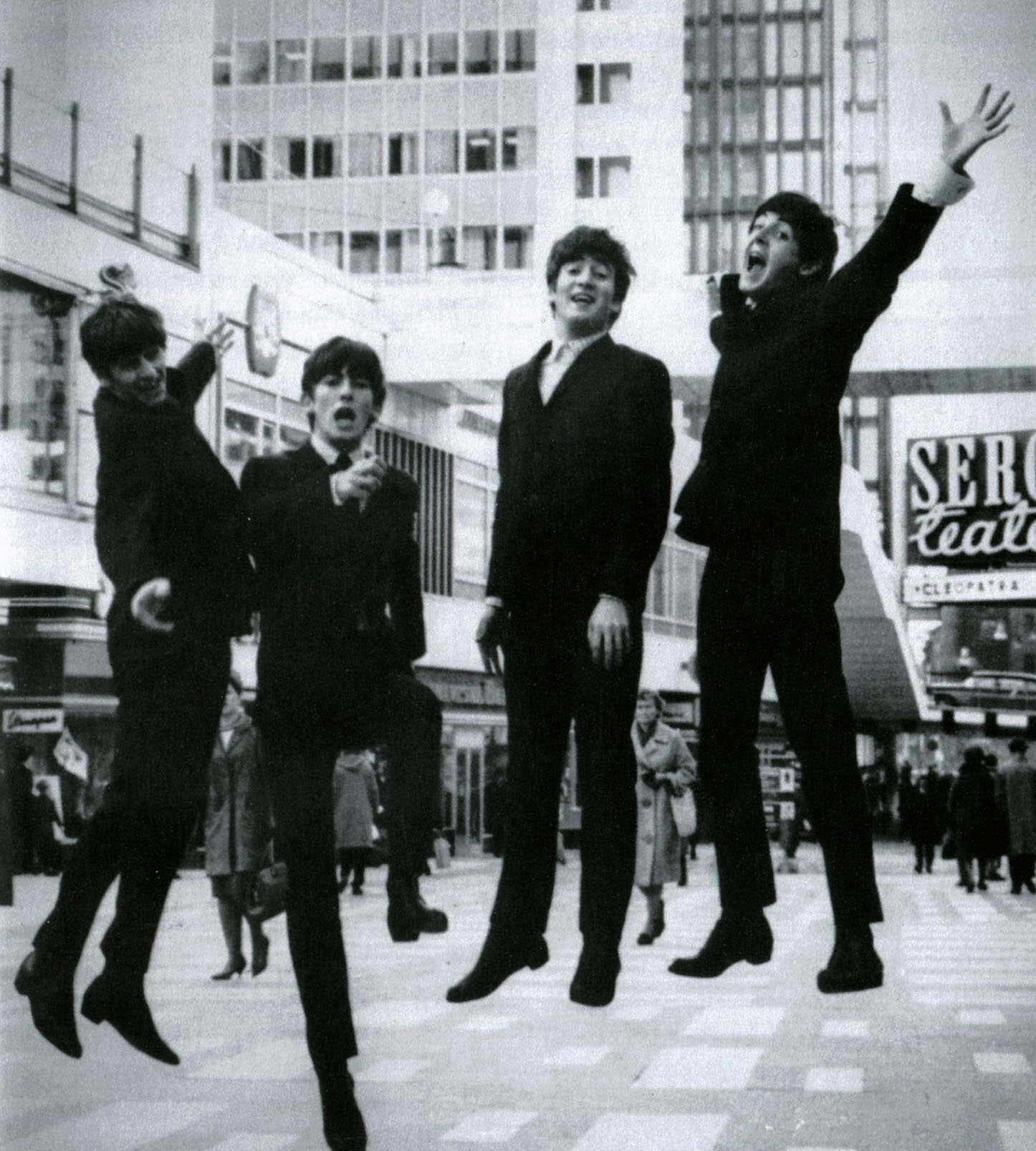
The Beatles, naturais de Liverpool, são uma das bandas mais bem sucedidas comercialmente e aclamadas pela crítica na história da música, vendendo mais de um bilhão de discos internacionalmente

Vários estilos musicais são populares no Reino Unido e vão desde a música folclórica de Inglaterra, País de Gales, Escócia e Irlanda do Norte, até o heavy metal. Compositores notáveis da música clássica do Reino Unido e dos países que o precederam incluem William Byrd, Henry Purcell, Sir Edward Elgar, Gustav Holst, Sir Arthur Sullivan (mais famoso por trabalhar com Sir W. S. Gilbert), Ralph Vaughan Williams e Benjamin Britten, pioneiro da ópera britânica moderna. Sir Peter Maxwell Davies é um dos mais importantes compositores vivos e atual Mestre de Música da Rainha. O Reino Unido também é o lar de várias orquestras e corais, como a Orquestra Sinfônica da BBC e o Coral Sinfônico de Londres, ambos de renome mundial. Maestros notáveis incluem Sir Simon Rattle, John Barbirolli e Sir Malcolm Sargent. Alguns dos principais compositores de trilhas cinematográficas incluem John Barry, Clint Mansell, Mike Oldfield, John Powell, Craig Armstrong, David Arnold, John Murphy, Monty Norman e Harry Gregson-Williams. George Frideric Handel, embora nascido na Alemanha, era um cidadão britânico naturalizado e algumas de suas melhores obras, como O Messias, foram escritas em inglês. Andrew Lloyd Webber alcançou enorme sucesso comercial em todo o mundo e é um prolífico compositor de teatro musical, obras que têm dominado o teatro West End de Londres por anos e que já viajaram para a Broadway, em Nova Iorque.
A banda britânica The Beatles atingiu vendas internacionais de mais de um bilhão de unidades, tornando-se a mais vendida e influente na história da música popular. Outros contribuintes britânicos proeminentes que têm influenciado a música popular ao longo do últimos 50 anos incluem: The Rolling Stones, Led Zeppelin, Pink Floyd, Queen, Bee Gees e Elton John, os quais têm recordes mundiais, com vendas de 200 milhões ou mais. Os Brit Awards são prêmios anuais de música da British Phonographic Industry (BPI) e alguns dos ganhadores britânicos do prêmio de Notável Contribuição para a Música incluem: The Who, David Bowie, Eric Clapton, Rod Stewart e The Police. Entre os artistas musicais britânicos mais recentes que tiveram sucesso internacional estão Coldplay, Radiohead, Oasis, Spice Girls, One Direction, Ed Sheeran, Amy Winehouse e Adele.
Uma série de cidades do Reino Unido são conhecidos por sua música. Liverpool tem tido o maior número de singles per capita (54) do que qualquer outra cidade no mundo. A contribuição de Glasgow para a música foi reconhecida em 2008, quando foi nomeado uma Cidade da Música pela UNESCO, uma das únicas três cidades do mundo a receber essa classificação.

### Artes visuais

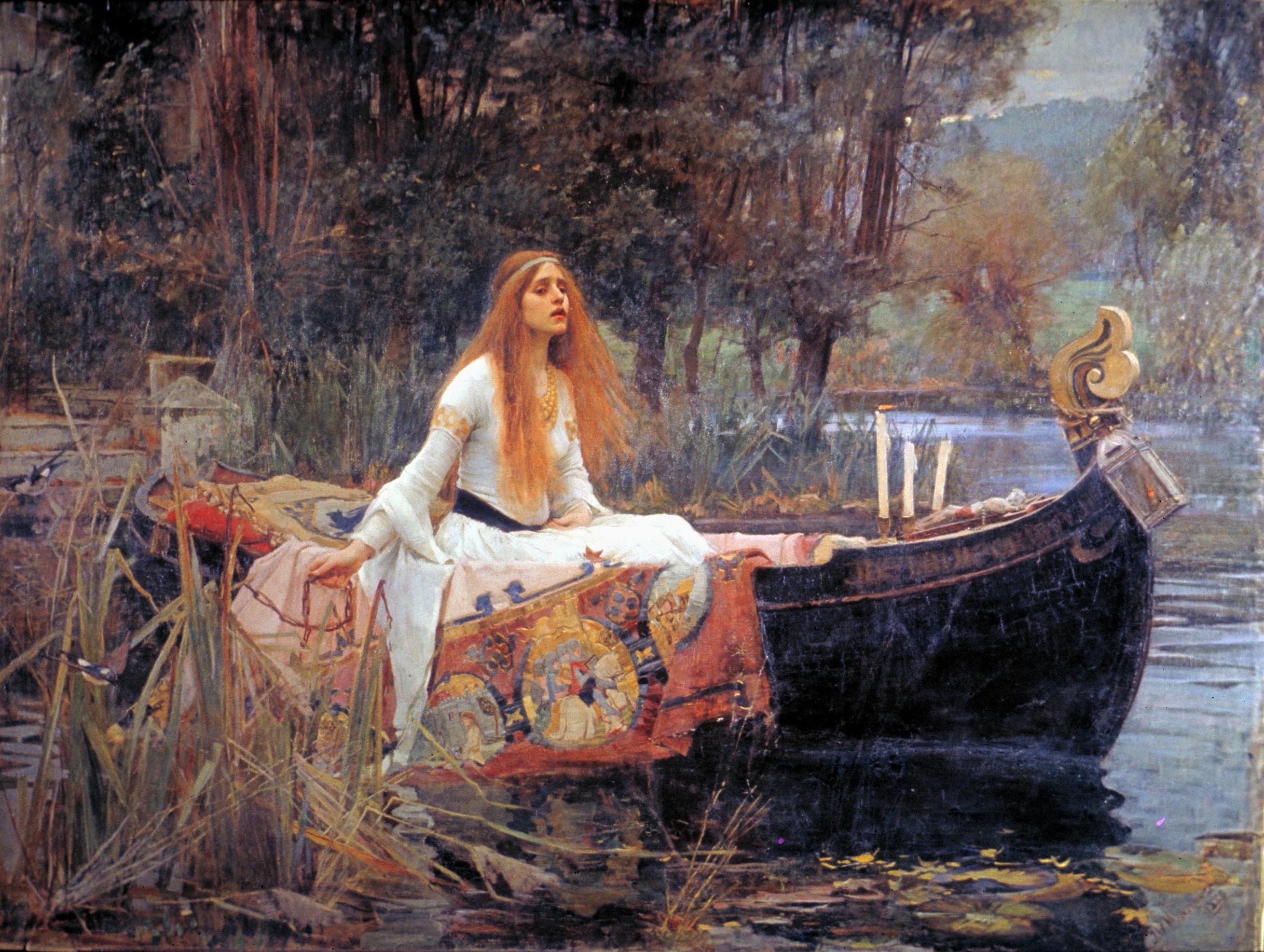
The Lady of Shalott, obra de John William Waterhouse em estilo Pré-Rafaelita

A história das artes visuais britânicas faz parte da história da arte ocidental. Grandes artistas britânicos incluem: os românticos William Blake, John Constable, Samuel Palmer e J. M. W. Turner; os retratistas Sir Joshua Reynolds e Lucian Freud; os artistas paisagísticos Thomas Gainsborough e L. S. Lowry; o pioneiro do movimento arts & crafts William Morris; o pintor figurativo Francis Bacon; os artistas pop Peter Blake, Richard Hamilton e David Hockney; o colaborativo Gilbert & George; o artista abstrato Howard Hodgkin e os escultores Antony Gormley, Anish Kapoor e Henry Moore. Durante o final dos anos 1980 e 1990 na Galeria Saatchi, em Londres, ajudou a trazer a atenção do público a um grupo de artistas multigênero que se tornariam conhecidos como "Young British Artists": Damien Hirst, Chris Ofili, Rachel Whiteread, Tracey Emin, Mark Wallinger, Steve McQueen, Sam Taylor-Wood e os irmãos Jake e Dinos Chapman estão entre os membros mais conhecidos deste movimento.
A Academia Real Inglesa é uma organização essencial para a promoção das artes visuais no Reino Unido. Entre as principais escolas de arte no país estão a Universidade das Artes de Londres, que inclui Central Saint Martins College of Art e Design and Chelsea College of Art and Design; Goldsmiths, Universidade de Londres; a Slade School of Fine Art (parte da University College London); a Escola de Arte de Glasgow; o Royal College of Art e a Escola Ruskin de Desenho e Belas Artes (parte da Universidade de Oxford). O Instituto de Arte Courtauld é um dos principais centros para o ensino da história da arte. Entre as mais importantes galerias de arte no Reino Unido estão: National Gallery, National Portrait Gallery, Tate Britain e Tate Modern (a galeria de arte moderna mais visitada no mundo, com cerca de 4,7 milhões de visitantes por ano).

### Cinema

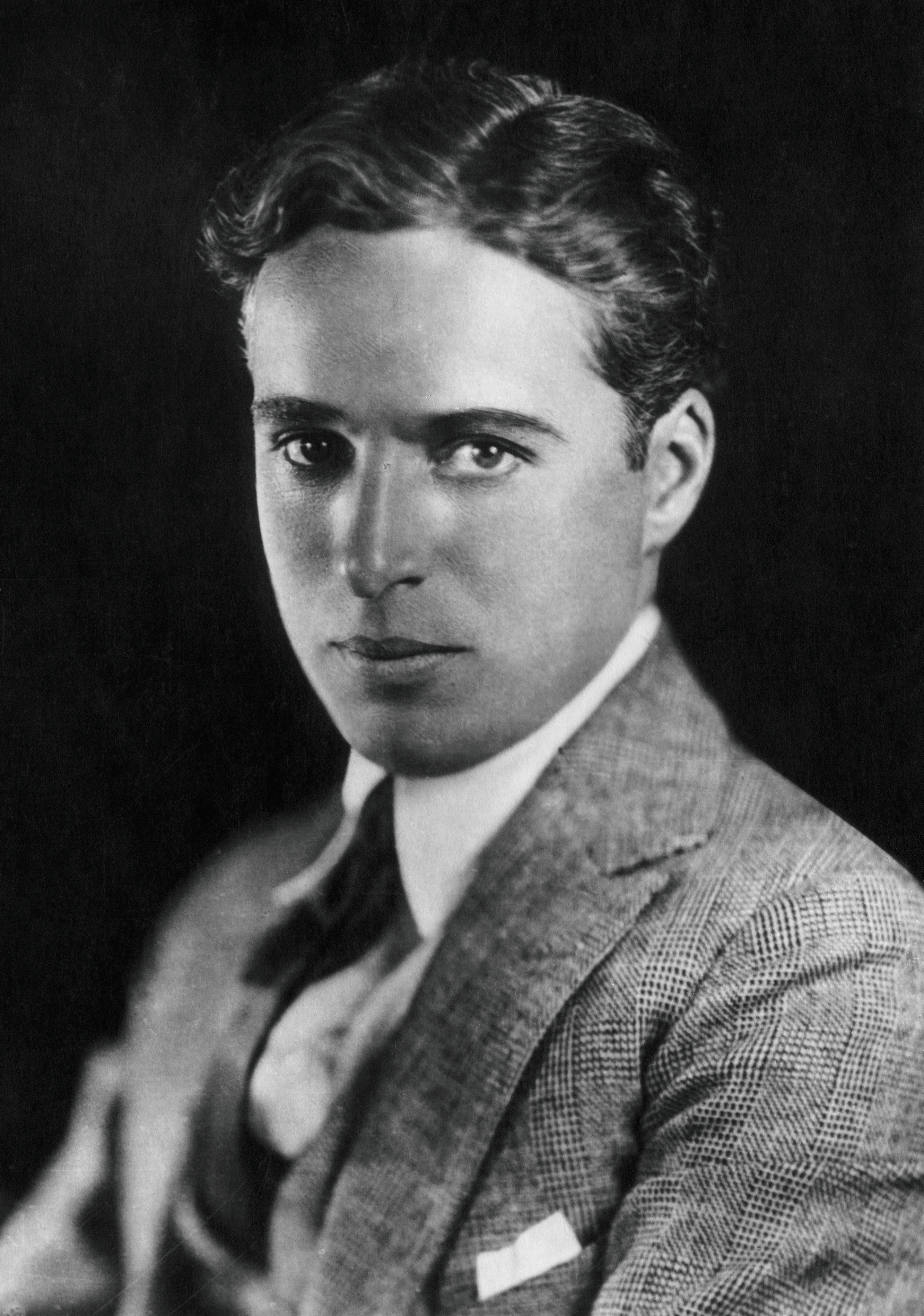
Charlie Chaplin, c. 1920

O Reino Unido teve uma influência considerável sobre a história do cinema. Os diretores britânicos Alfred Hitchcock, cujo filme Vertigo é considerado por alguns críticos como o melhor de todos os tempos, e David Lean estão entre os mais aclamados pela crítica na história. Outros diretores importantes, como Charlie Chaplin, Michael Powell, Carol Reed, Ridley Scott entre outros. Muitos atores britânicos alcançaram fama internacional e sucesso de crítica, como: Julie Andrews, Richard Burton, Michael Caine, Charlie Chaplin, Sean Connery, Vivien Leigh, David Niven, Laurence Olivier, Peter Sellers, Kate Winslet, e Daniel Day-Lewis, a única pessoa a ganhar um Óscar na categoria de melhor ator por três vezes. Alguns dos filmes de maior sucesso comercial de todos os tempos têm sido produzidos no Reino Unido, incluindo as duas franquias com as maiores bilheteria do cinema (Harry Potter e James Bond). O Ealing Studios afirma ser o mais antigo estúdio de cinema em funcionamento contínuo no mundo.
Apesar de uma história de produções importantes e bem-sucedidas, a indústria cinematográfica tem sido muitas vezes caracterizada por um debate sobre a sua identidade e o nível de influência estadunidense e europeia. Os produtores britânicos são ativos em coproduções internacionais e atores, diretores e equipes britânicas regularmente trabalham em filmes estadunidenses. Muitos dos filmes de sucesso de Hollywood têm sido baseados em pessoas, histórias ou eventos britânicos, incluindo Titanic, O Senhor dos Anéis, Pirates of the Caribbean. Em 2009, os filmes britânicos arrecadaram 2 bilhões de dólares no mundo e alcançou uma quota de cerca de 7% do mercado mundial e 17% do mercado britânico. As bilheterias britânicas totalizou 944 milhões de libras esterlinas em 2009. O British Film Institute produziu uma classificação do que considera ser os 100 maiores filmes britânicos de todos os tempos. Os British Academy Film Awards, organizado pela British Academy of Film and Television Arts, são o equivalente britânico do Óscar.

### Culinária

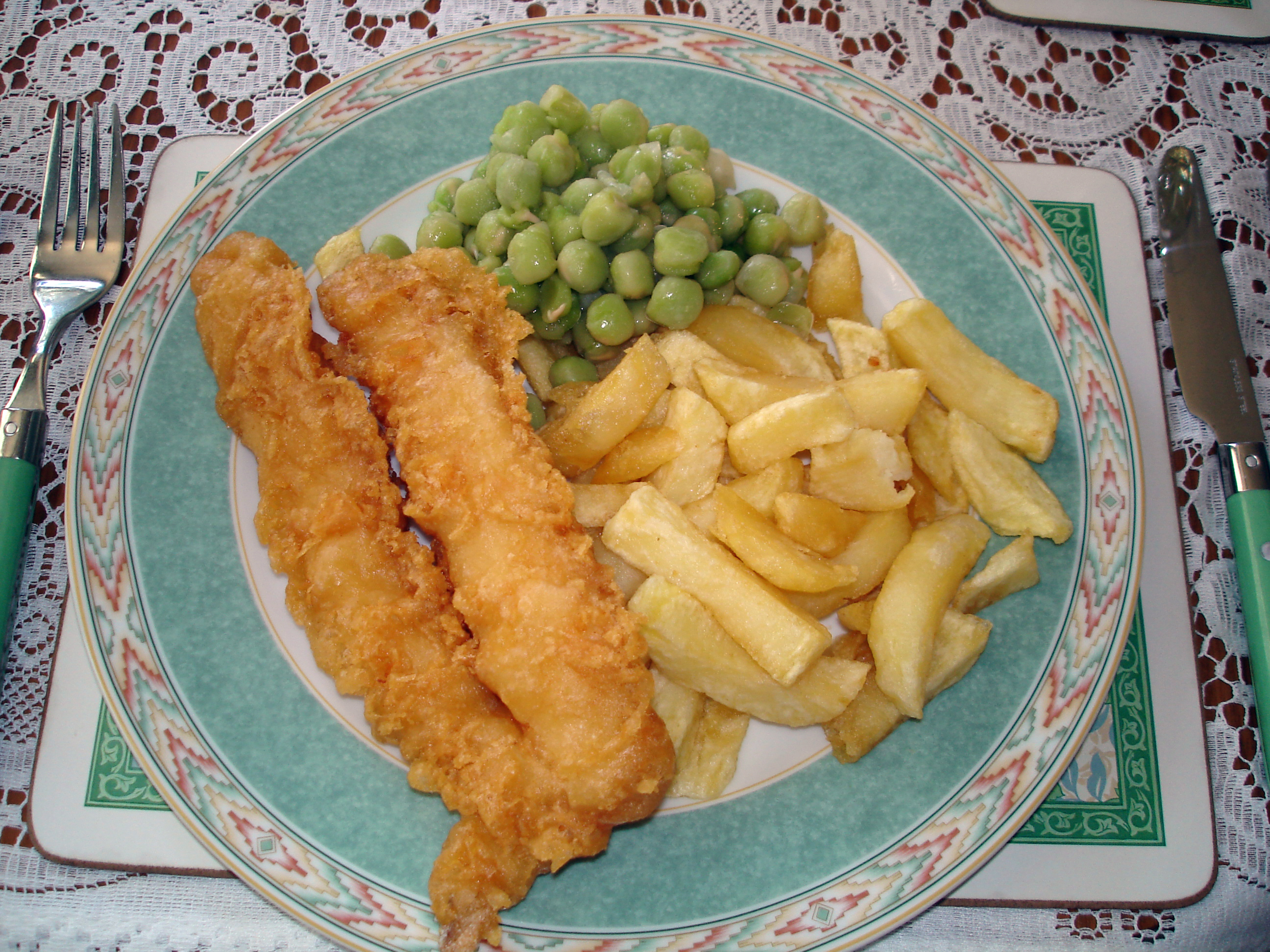
Prato de fish and chips, tradicionalmente na culinária britânica.

Historicamente, a culinária britânica foi rotulada como "pratos insossos feitos com ingredientes de baixa qualidade, misturados com molhos simples para acentuar em vez de disfarçar o sabor". No entanto, a culinária britânica absorveu a influência cultural dos imigrantes no país, produzindo vários pratos híbridos, como o frango tikka masala, considerado "o verdadeiro prato nacional britânico".
Pratos tradicionais da culinária britânica incluem fish and chips, o sunday roast, steak and kidney pie e bangers and mash. A culinária do Reino Unido tem múltiplas variantes nacionais e regionais, como as culinárias da Inglaterra, Escócia e País de Gales, que desenvolveram seus próprios pratos regionais, como queijo Cheshire,Yorkshire pudding e bolo galês. Como em outros países ocidentais, o consumo de fast food é generalizado, o que causou um problema de saúde pública tão sério quanto o sofrido pelos Estados Unidos.
O chá é a bebida mais popular do país e também uma das tradições culinárias mais conhecidas do Reino Unido. Originário do  século XIX, a hora do chá, não é exclusivamente para beber chá, mas é uma refeição central britânica, semelhante a um lanche ou até mesmo ao jantar. O tea break e o tea sandwich são duas variações desta refeição.

### Esportes

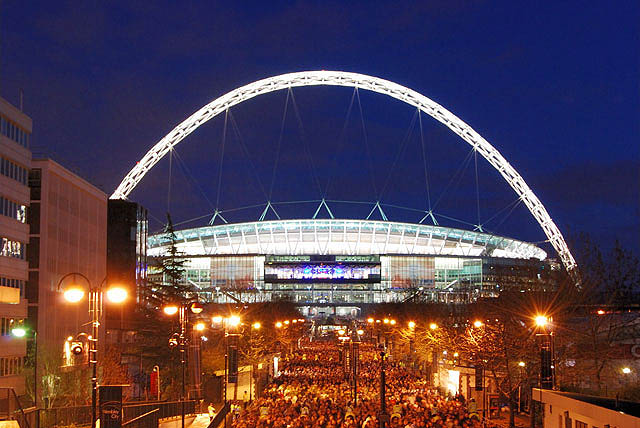
Estádio de Wembley, na Inglaterra, um dos mais caros já construídos

Alguns dos esportes mais populares do mundo nasceram no Reino Unido, incluindo futebol, tênis, o rugby e as suas variações, golfe, boxe, remo e críquete, ou então foram desenvolvidos aqui durante era vitoriana em 2012, o presidente do Comitê Olímpico Internacional (COI), Jacques Rogge, afirmou; "Este grande país que ama esportes é amplamente reconhecido como o berço do esporte moderno. Foi aqui que os conceitos de desportivismo e fair-play foram codificados pela primeira vez juntamente com regras e regulamentos claros. O esporte foi incluído como uma ferramenta educacional no currículo escolar." Os quatro países constituintes: Escócia, Inglaterra, Irlanda do Norte e País de Gales, competem juntos como a equipe da Grã-Bretanha. Notáveis exceções são o futebol e vôlei aonde cada um dos países joga em separado. No críquete, no rugby e no hóquei sobre a grama: Inglaterra, Gales e a Escócia tem equipes próprias, enquanto uma equipe só representa a ilha da Irlanda. Além disso, a única competição multiesportiva em que o Reino Unido envia times em separado para os Jogos da Commonwealth. Sendo uma das nações mais tradicionais do evento, o Reino Unido esteve presente em todas as edições de verão e inverno dos Jogos Olímpicos. A sua capital Londres foi a primeira cidade a sediar oficialmente os Jogos Olímpicos. As edições de 1908, 1948 e 2012 foram realizadas na cidade.
Uma pesquisa de 2003 revelou que o futebol é o esporte mais popular no Reino Unido. Cada uma das nações britânicas têm a sua própria seleção e campeonato de futebol. A primeira divisão inglesa, a Premier League, é o campeonato de futebol mais visto no mundo. A primeira vez jogo que um jogo de futebol internacional foi disputado foi entre Inglaterra e Escócia em 30 de novembro de 1872. Inglaterra, Escócia, País de Gales e Irlanda do Norte competem como países separados em competições internacionais. A Seleção Olímpica de Futebol da Grã-Bretanha foi composta pela primeira vez para competir nos Jogos Olímpicos de 1908, em Londres. E foi formada mais recentemente em 2012, quando o país sediou os Jogos Olímpicos pela terceira vez. No entanto, as seleções de Escócia, Gales e Irlanda do Norte se recusaram a participar, temendo que isso pudesse prejudicar sua independência - medo confirmado pelo presidente da FIFA, Sepp Blatter.

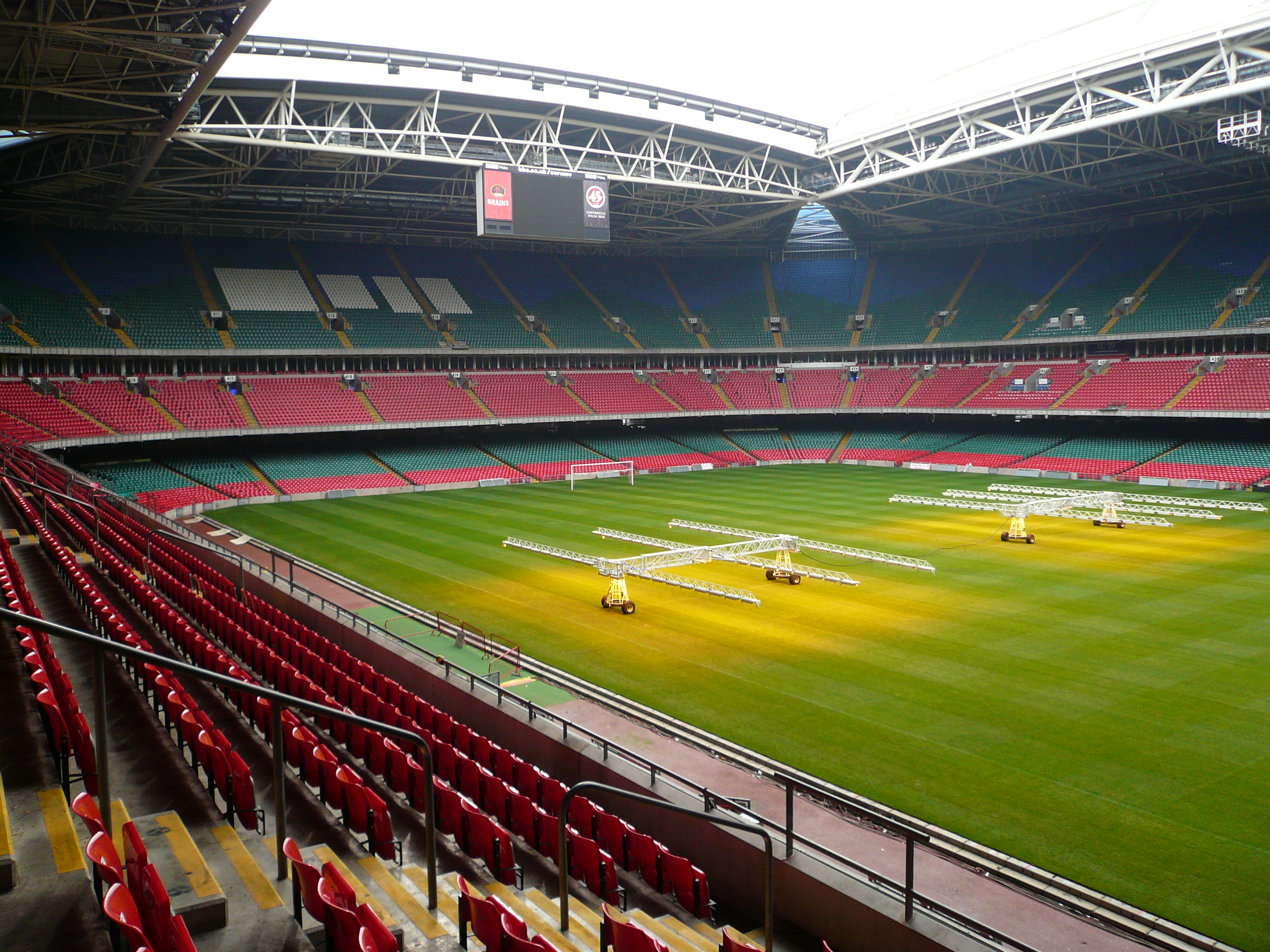
O Millennium Stadium, em Cardiff, inaugurado para a Copa do Mundo de Rugby Union de 1999

O críquete foi inventado na Inglaterra. A Seleção de Críquete da Inglaterra, controlada pelo England and Wales Cricket Board, é a única seleção nacional no Reino Unido com a categoria de test cricket. Os membros da seleção são retirados das principais partes do condado e incluem jogadores ingleses e galeses. O críquete é diferente do futebol e do rugby, onde as seleções nacionais de País de Gales e da Inglaterra jogam separadas. Os jogadores irlandeses e escoceses têm jogado pela Inglaterra porque nem a Escócia, nem a Irlanda têm a categoria de test e só recentemente começaram a disputar no One Day International. Escócia, Inglaterra (e País de Gales) e Irlanda (incluindo a Irlanda do Norte) têm competido na Copa do Mundo de Críquete, sendo que a Inglaterra chegou às finais em três ocasiões. Há um campeonato profissional em que os clubes que representam 17 condados ingleses e 1 concelho galês.
O rugby league é um esporte popular em algumas regiões do Reino Unido. Originou-se em Huddersfield e geralmente é jogado no Norte da Inglaterra. A Great Britain Lions é a única equipe que havia competido na Copa do Mundo de Rugby, mas isso mudou em 2008, quando Inglaterra, Escócia e Irlanda competiram como nações separadas. A Super League é o mais alto nível da liga profissional de rugby no Reino Unido e na Europa. É composto por 11 equipes do norte da Inglaterra, uma de Londres, uma do País de Gales e uma da França. No rugby union, Inglaterra, Escócia, País de Gales, Irlanda, França e Itália competem no Campeonato das Seis Nações, o primeiro torneio internacional no hemisfério norte. Organizações esportivas na Inglaterra, Escócia, País de Gales e Irlanda organizam e regulamentar seus jogos separadamente. Se alguma das equipes britânicas ou irlandesa vencerem as outras três em um torneio, em seguida, ela é premiada com a Tríplice Coroa.